# Dolny Śląsk

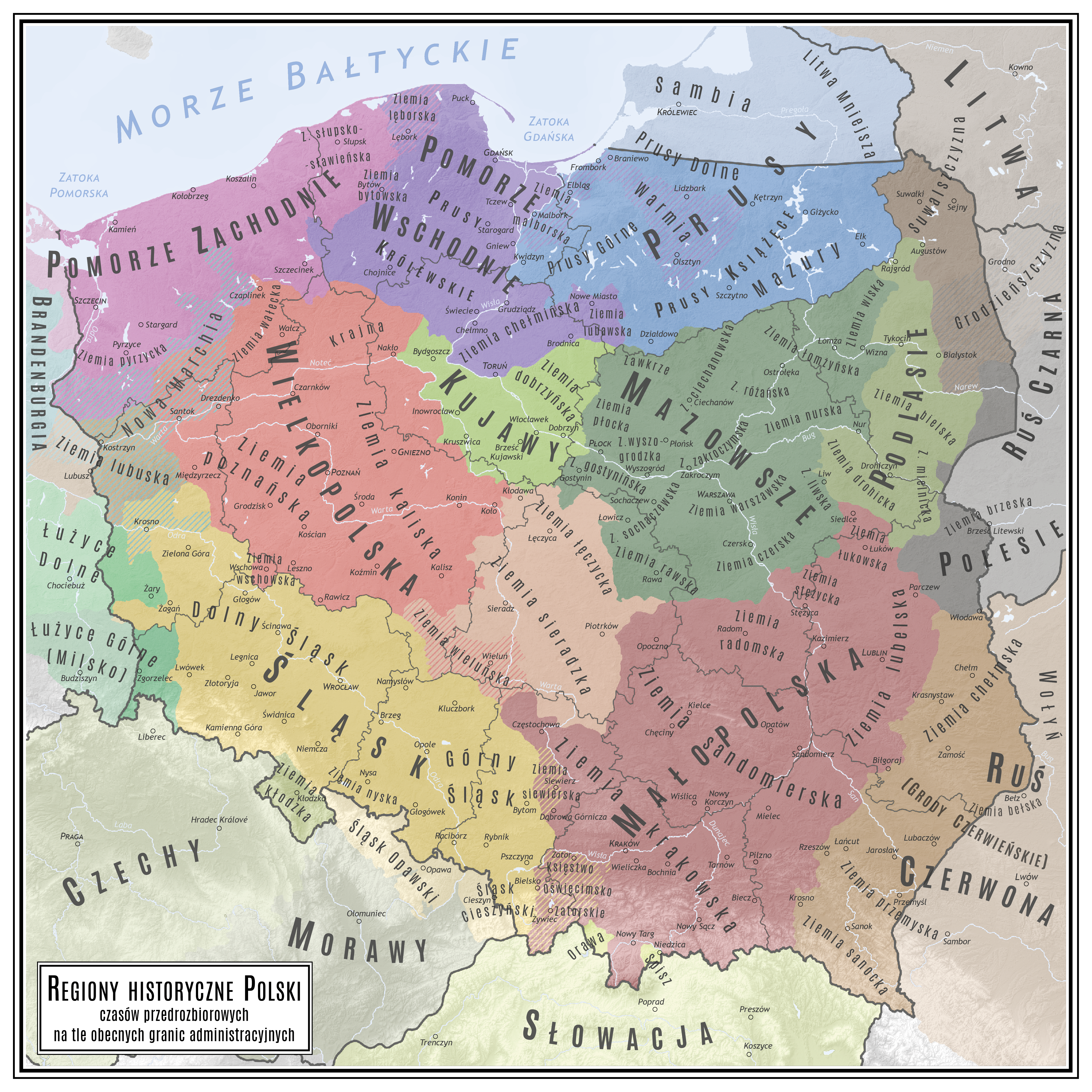
Dolny Śląsk i inne krainy historyczne Polski na tle współczesnych granic administracyjnych

Dolny Śląsk (niem. Niederschlesien, cz. Dolní Slezsko, łac. Silesia Inferior) – część historycznej krainy Śląska, położona w południowo-zachodniej Polsce nad środkową Odrą oraz w północnej części Czech. Powierzchnia wynosi ponad 20 tys. km².

## Położenie geograficzne
Dolny Śląsk jest regionem położonym w południowo-zachodniej części Polski. Graniczy z Wielkopolską i Ziemią lubuską na północy, Śląskiem Opolskim od wschodu. Południowa granica regionu jest granicą z Czechami, a zachodnia z Niemcami. Odległość ze stolicy regionu Wrocławia do Warszawy wynosi 301 km, do Pragi 217 km, do Berlina 295 km, do Bratysławy i Wiednia ok. 330 km.

## Granice

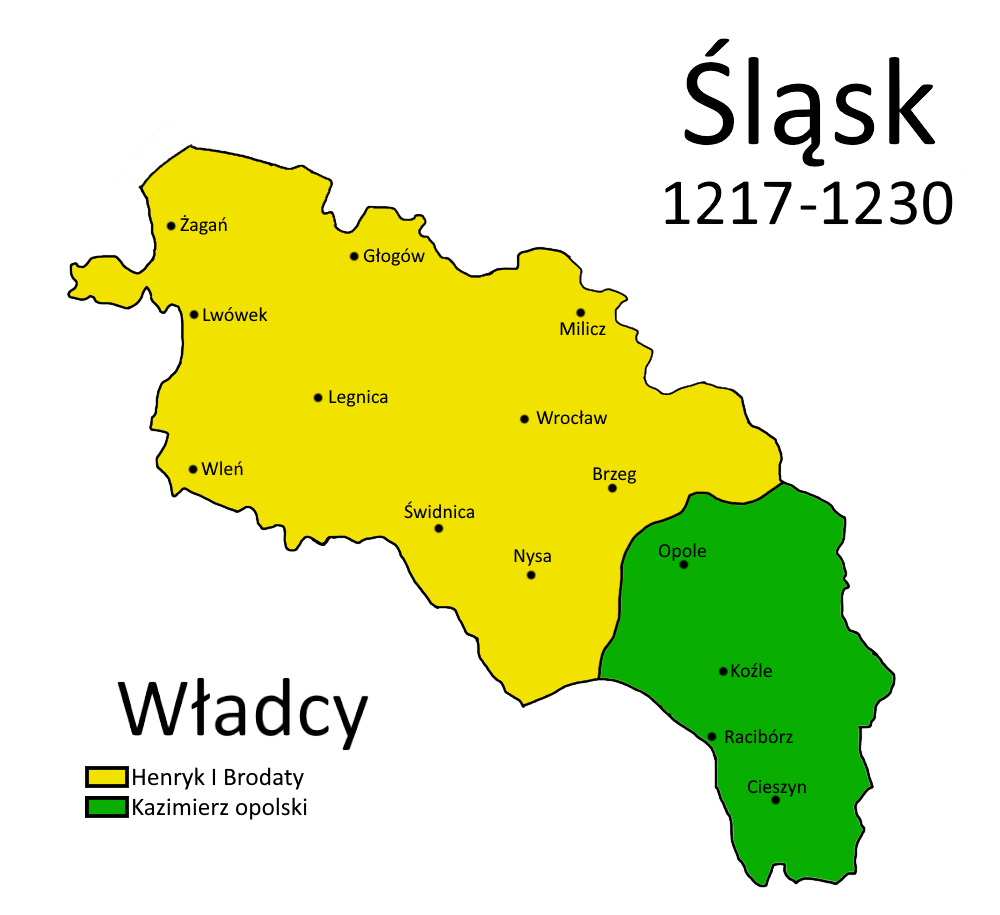
Dolny Śląsk jako dzielnica Henryka Brodatego w latach 1217–1230
Według tradycji historycznej fragment Dolnego Śląska (południowa część księstwa nyskiego) znajduje się w Czechach. Teren ten pozostał po wojnach śląskich w granicach Korony Czeskiej, będącej częścią Monarchii Habsburgów. W Polsce obecnie Dolny Śląsk wchodzi w skład województw dolnośląskiego, lubuskiego i opolskiego (niewielkie skrawki również w województwie wielkopolskim).
Kraina ta związana jest ze słowiańskim plemieniem Ślężan, początkowo zgrupowanym w okolicach góry Ślęży (koło Wrocławia), od których (prawdopodobnie) wywodzi się nazwa Śląsk, nie ma ona związku z germańskim plemieniem Silingów, którzy być może zamieszkiwali Dolny Śląsk (lub jego okolice) do ok. II wieku n.e.
Południową granicę polskiego Dolnego Śląska wyznaczają wododziałowe grzbiety Sudetów na pograniczu polsko-czeskim, zachodnią granicę od 1945 stanowi Nysa Łużycka, północną pradolina Baryczy i południowe rubieże Wielkopolski (Poznańskiego i Kaliskiego). Granicę wschodnią stanowiła kiedyś leśna przesieka, jednak obecnie biegnie ona wzdłuż doliny dolnej Nysy Kłodzkiej, doliny Stobrawy przez Namysłów, Wzgórza Twardogórskie, Syców do źródeł Baryczy.
Część dawnej pruskiej prowincji Śląsk (Provinz Schlesien), która leży obecnie na terytorium Niemiec (części obecnego powiatu Görlitz, do 1 stycznia 2008 roku dolnośląski powiat górnołużycki) często zalicza się również do Dolnego Śląska, pomimo iż historycznie należał do Łużyc. Obszar ten włączono w czasie reformy administracyjnej Prus w 1815 do śląskiej jednostki administracyjnej. Wyjątkiem jest wieś Pechern, która od XIII wieku przynależała do ziemi żagańskiej.
Niezależnie od historycznych granic tej krainy, obecnie pojęcie Dolny Śląsk bywa utożsamiane z województwem dolnośląskim zarówno potocznie, jak i w opracowaniach naukowych, np. socjologicznych czy technologicznych, co z jednej strony oznacza włączanie fragmentów Łużyc, czy Ziemi Kłodzkiej, a z drugiej wyłączanie fragmentów historycznego Dolnego Śląska leżących w innych jednostkach administracyjnych.

## Historia

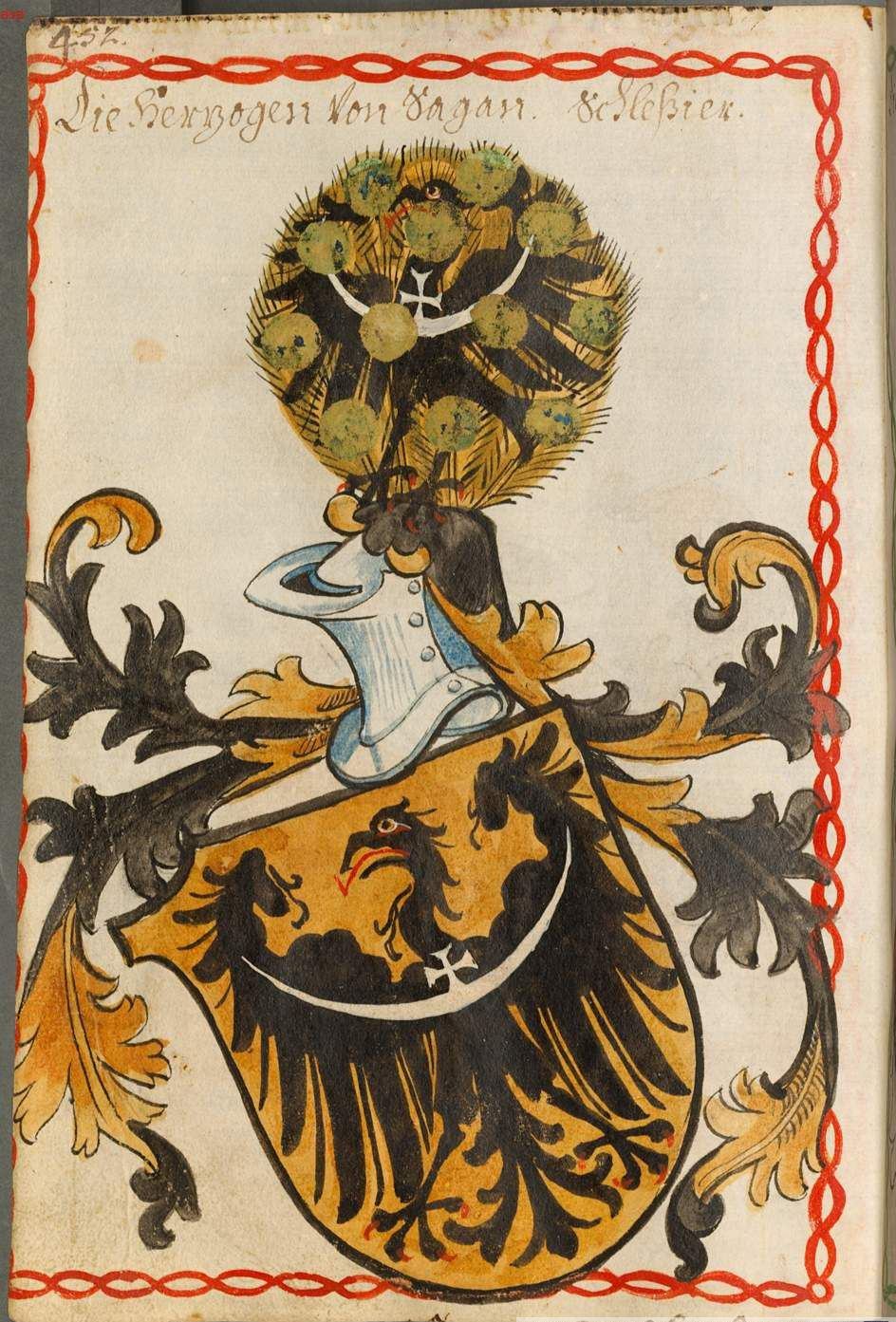
Herb wykorzystywany przez książąt żagańskich w połowie XV w.

Herb historyczny według Hugo Ströhla z XIX w.

### Plejstocen(epoka lodowa)
W późnym plejstocenie na terenie Dolnego Śląska (na obecnym terenie Wrocławia) występował neandertalczyk. U schyłku epoki lodowej na dzisiejszej Nizinie Śląskiej, zarastającej z wolna początkowo szpilkowym, a później mieszanym lasem – pojawił się pierwszy człowiek rozumny.

### Paleolit
W późnym paleolicie występowały już pierwsze plemiona koczownicze, zamieszkujące pieczary i prymitywne szałasy, utrzymujące się ze zbieractwa, łowiectwa i rybołówstwa, a broń i narzędzia wykonujące z kamienia i drewna.

### Mezolit
W mezolicie (7000–4000 lat p.n.e.) z południa napływały koczownicze ludy kultury tardenuaskiej. Najstarsze szczątki ludzkie tych ludów, datowane na ok. 4000 lat p.n.e. odkryto w grobie szkieletowym w Tyńcu nad Ślęzą.

### Neolit
W neolicie (4000–1700 p.n.e.) rozpoczął się proces przechodzenia na osiadły tryb życia. Powstały pierwsze osady o charakterze wiejskim, zapoczątkowano hodowlę zwierząt i prymitywną uprawę roli. W tym też okresie datują się początki górnictwa, garncarstwa, tkactwa i gładzenia narzędzi krzemiennych. W okolicach Ślęży powstały kamieniołomy serpentynitu, z którego wyrabiano znane na Śląsku toporki, a w pobliżu Jordanowa Śląskiego wydobywano nefryt na rozmaite narzędzia gładzone. Plemiona, należące do kręgu kultury wstęgowej (nazwa od sposobu zdobienia ceramiki) zróżnicowały się stopniowo na ludy kultury ceramiki wstęgowej rytej, kultury ceramiki wstęgowej kłutej, kultury jordanowskiej (bogate stanowisko znalezione w pobliżu tej miejscowości) i kultury ceramiki promienistej. Na Śląsk docierały też wpływy ośrodków ościennych: prawdopodobnie z Jutlandii – kultura pucharów lejkowatych, ze środkowych Niemiec – kultura amfor kulistych i inne. W późnym neolicie wykształciła się kultura ceramiki sznurowej, której regionalna odmiana nazwana została kulturą marszowicką (od miejscowości Marszowice).

### Epoka brązu
W pierwszym okresie brązu (1700–1500 p.n.e.) ewolucja istniejących kultur doprowadziła do wykształcenia się kultury unietyckiej, z której w drugim okresie brązu (1500–1200 p.n.e.) wyrosła kultura przedłużycka, a wraz z nią na Śląsk dotarły wpływy kultury trzcinieckiej. W następnych okresach, od około 750 lat przed naszą erą wykształciła się kultura łużycka, obejmująca prawie całą Europę Środkową. W obecnym stanie wiedzy nie da się jednoznacznie stwierdzić przynależności etnicznej ludów kultury łużyckiej.

### Epoka żelaza

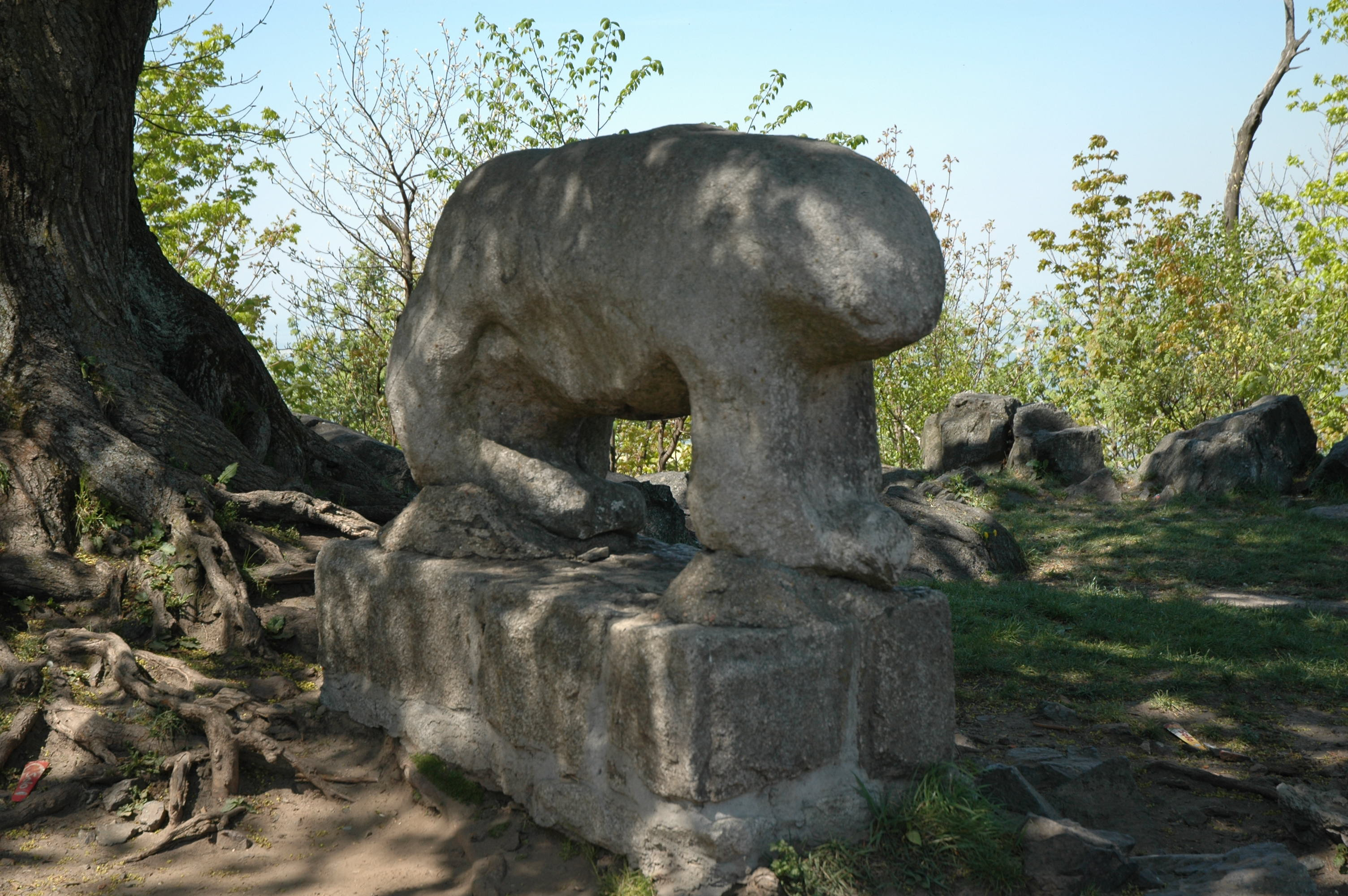
Posążek kultowy (Niedźwiedź) na szczycie Ślęży

W okresie halsztackim epoki żelaza (750–400 p.n.e.) Śląsk nadal zamieszkiwały plemiona rolnicze kultury łużyckiej, która osiągnęła znaczny rozwój i silnie oddziaływała na pozostałe organizacje plemienne. Wówczas Ślęża stała się obiektem kultu religijnego, prawdopodobnie Słońca i innych sił przyrody. Około 500 roku przed naszą erą na Śląsk najechały znad Morza Czarnego wojownicze plemiona Scytów.
W okresie lateńskim (400 r. p.n.e. do początków n.e.) od południa, przez Przełęcz Międzyleską na Śląsk przedostały się plemiona celtyckie, reprezentujące wyższy poziom organizacji i techniki produkcji (koło garncarskie, żarno rotacyjne, radło z żelaznymi lemieszami), które szybko zasymilowały się z licznymi plemionami kultury łużyckiej, a Ślęża stała się głównym ośrodkiem celtyckiego kultu Słońca.
W roku 98 Publiusz Korneliusz Tacyt w swoim dziele Germania opisał m.in. plemiona żyjące ówcześnie na Dolnym Śląsku.
W połowie IV wieku rozpoczął się okres wielkiej wędrówki ludów, której uległy także plemiona Silingów zorganizowanych w związek lugijski. Na ich miejsce od VI wieku zaczęły napływać plemiona zachodniosłowiańskie.

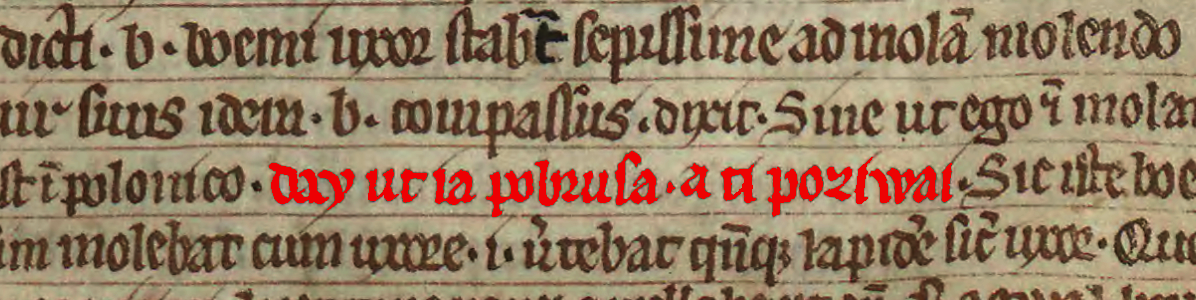
Najstarsze zapisane zdanie w języku polskim w Księdze henrykowskiej

W drugiej połowie IV wieku dotarły wpływy rzymskie, a także nadczarnomorskich Gotów. Później, aż do połowy VI wieku trwał okres regresu gospodarczego i wyludnienia. Następnie, aż do około 950 roku trwał okres rozdrobnienia plemiennego. Wreszcie, na przełomie tysiąclecia trwał okres wczesnopiastowski, w którym powstały liczne warownie ziemne (grodziska), scentralizowana została władza wojskowa i administracyjna, obejmująca rozproszone ośrodki plemienne. Źródła historyczne takie jak na przykład Geograf Bawarski (ok. 845) potwierdzają istnienie na terenie Śląska stanowisk: Ślężan, Opolan, Dziadoszan. Plemiona te zostały złączone organizacją państwową Piastów w jedną całość, a na pierwszy plan na Śląsku wysunęło się plemię Ślężan z grodem Wrocławiem.

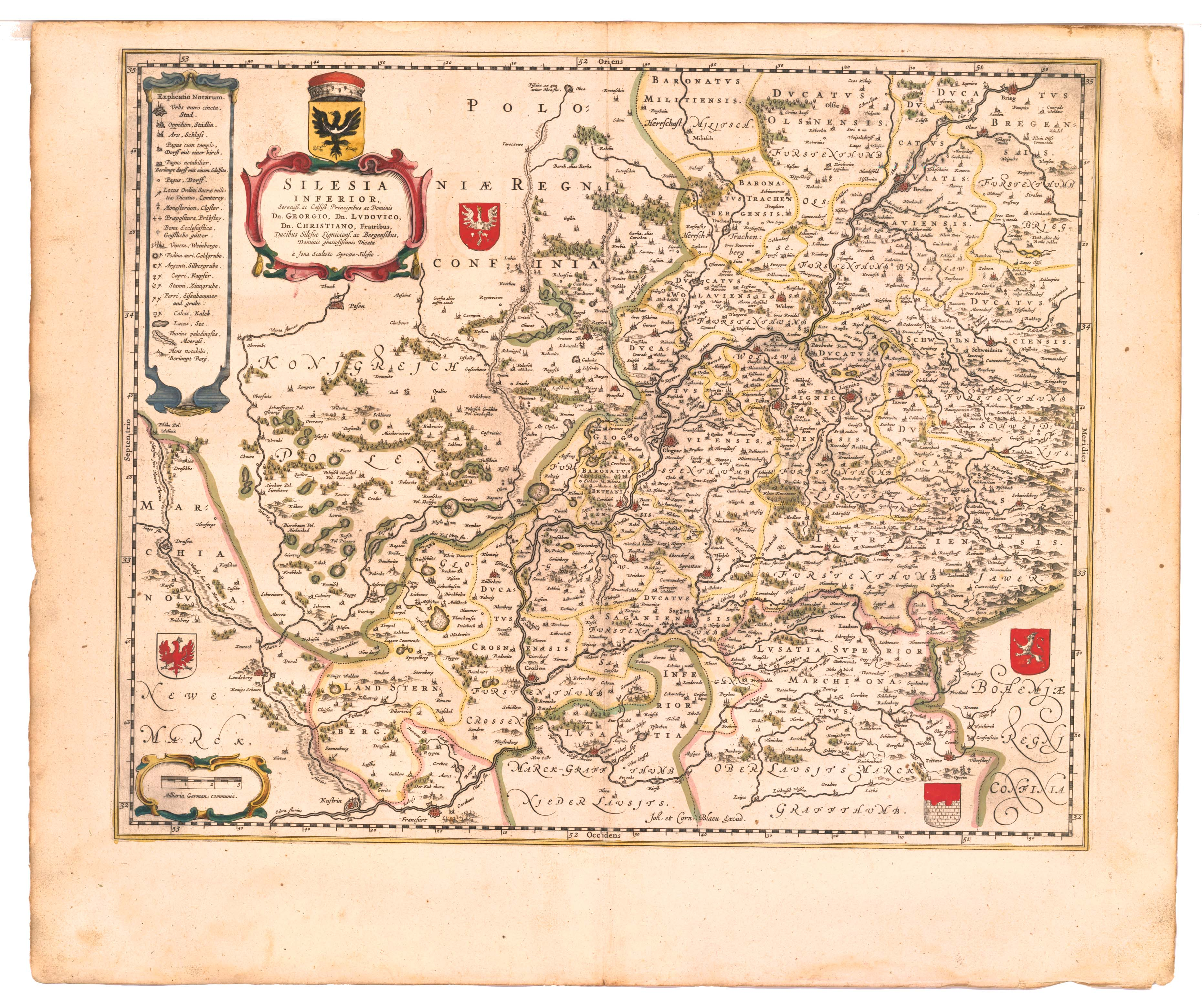
Mapa Dolnego Śląska według Jonasa Scultetusa z 1645

### Kalendarium
- 985 – włączenie terenów Dolnego Śląska do państwa Piastów.
- 1000 – utworzenie biskupstwa wrocławskiego.
- 1038– 1050 – Śląsk znajduje się pod władzą księstwa Czech.
- 1138 – Śląsk zostaje przyznany Władysławowi II Wygnańcowi jako dzielnica dziedziczna.
- 1172 –  od Księstwa Śląskiego odłączone zostają ziemie opolska i raciborska[12].
- 1201 – księciem śląskim zostaje Henryk I Brodaty, który podporządkowuje sobie większość polskich ziem.
- 1241, 9 kwietnia – w bitwie pod Legnicą ginie Henryk II Pobożny, co skutkuje rozdrobnieniem dzielnicy śląskiej na coraz mniejsze księstwa piastowskie[13].
- 1348, 7 kwietnia – cesarz Karol IV Luksemburski formalnie inkorporuje Śląsk w granice Rzeszy Niemieckiej[14],
- 1469 – 1490 – Dolny Śląsk znajduje się pod władzą króla Macieja Korwina.
- 1526 – Śląsk przechodzi pod władzę Habsburgów.
- 1618 – 1648 – wojna trzydziestoletnia, podczas której walki toczą  się również na Dolnym Śląsku.
- 1675 – umiera Jerzy Wilhelm, książę legnicko-brzeski ze śląskiej linii Piastów, będący ostatnim męskim przedstawicielem dynastii Piastów.
- 1740 – Król pruski Fryderyk II Wielki zbrojnie zajmuje większość ziem Śląska (I wojna śląska).
- 1741, 10 czerwca – Zwycięstwo Prus nad Austrią w bitwie pod Małujowicami i zajęcie Śląska przez Prusy.
- 1742, 11 czerwca – Podpisanie pokoju we Wrocławiu na mocy którego Fryderyk II opanował prawie cały Śląsk Dolny (oprócz części biskupiego księstwa nyskiego – ziemi frywałdowskiej) i większość Górnego (poza księstwami cieszyńskim, opawskim, karniowskim, dla których utworzony zostaje wikariat generalny cieszyński diecezji wrocławskiej), Morawy Polskie (dla których utworzony zostaje w  archidiecezji ołomunieckiej wikariat generalny, nazwany początkowo kietrzańskim, a następnie branickim) a także ziemię kłodzką, dla której powołano wikariat generalny kłodzki.
- 1751 – podział Śląska Austriackiego (ze stolicą w Opawie) na obwody karniowski (cz. Krnovský kraj, niem. Jägerndorfer Kreis), opawski (cz. Opavský kraj, niem. Troppauer Kreis) i cieszyński (cz. Těšínský kraj, niem. Teschner Kreis). Austriacka część Księstwa Nyskiego podlega pod górnośląski Karniów, a po likwidacji obwodu w 1783 roku, pod Opawę.
- 1821 – bulla De salute animarum – diecezja wrocławska zostaje wyłączona z metropolii gnieźnieńskiej i otrzymuje prawo egzempcji.
- 1844 – wybucha powstanie tkaczy śląskich, które zostaje krwawo stłumione przez pruską armię.
- 1850 – podział Śląska Austriackiego na 7 powiatów politycznych, ziemia nyska podlega pod Frywałd.
- 1918, 28 października – powstała Czechosłowacja
- 1918, październik – po powstaniu Czechosłowacji powstała m.in. na zachodzie Śląska Austriackiego (Śląsk Sudecki, niem. Sudetenschlesien) prowincja Kraj Sudetów (niem. Sudetenland, cz. Sudetsko) ze stolicą w Opawie (niem. Troppau).
- 1918, grudzień – likwidacja przez Czechosłowację prowincji Kraj Sudetów.
- 1918 – Czechosłowacja wysuwała roszczenia m.in. do Kłodzka.
- 1919 – na mocy traktatu wersalskiego skrawki Dolnego Śląska (m.in. Rychtal) zostały włączone do Polski[15].
- 1928 – czechosłowacka Kraina Śląska (cz. země Slezská) została połączona z Kraina Morawską (cz. země Moravská) w Krainę Morawskośląską (cz. Země Moravskoslezská) ze stolicą w Brnie.
- 1930 – bulla Pastoralis officii nostri  – diecezja wrocławska zostaje podniesiona do rangi archidiecezji w ramach nowo utworzonej metropolii wschodnioniemieckiej (Ostdeutsche Kirchenprovinz).
- 1938, 2 października – czeski Śląsk Cieszyński zostaje zajęty przez wojska niemieckie (wkraczające na Śląsk Opawski, przyłączony następnie do (Kraju Sudetów)) i polskie (wkraczające na Zaolzie, przyłączone następnie do województwa śląskiego).
- 1938, 25 października – na Zaolziu powstały powiaty: cieszyński zachodni oraz frysztacki.
- 1938, 30 października – m.in. na Śląsku Sudeckim powstała rejencja opawska (niem. Regierungsbezirk Troppau, cz. vládní okres Opava) w ramach Okręgu Rzeszy Kraj Sudetów (niem. Reichsgau Sudetenland, cz. Říšská župa Sudety).
- 1938 – 9 listopada – w niemieckiej części Śląska dochodzi do pogromu zwanego Nocą kryształową, w wyniku którego spalono wiele żydowskich synagog, zdemolowano sklepy i pobito wielu Żydów.
- 1945 – Dolny Śląsk w granicach Polski, Czechosłowacji i  Niemiec Wschodnich (wieś Pechern).
- 1945, 14 marca – większość Dolnego Śląska włączona do Ziem Odzyskanych, podlegających zarządowi specjalnego ministerstwa, jako Okręg II (do 6 maja 1945 r. Wrocław pozostawał pod władzą III Rzeszy).
- od 1945 – czechizacja niektórych niemiecko-brzmiących nazw geograficznych, w Kraju Sudetów, np. Sudety na pohraniční území (1945), Frývaldov na Jeseník (1947), Cukmantl na Zlaté Hory (1948), itd.
- od 1945 – niemal całkowite wysiedlenie niemieckiej ludności autochtonicznej, co oznaczało zerwanie sięgającej stuleci ciągłości osadniczej..
- 1945, czerwiec – zaostrzyły się stosunki polsko-czechosłowackie. Czechosłowacja wysuwała roszczenia m.in. do Jeleniej Góry i Kłodzka[16].
- 1946, 28 czerwca – niemal cały Dolny Śląsk w granicach województwa wrocławskiego, pozostałe fragmenty polskiej części w województwa poznańskiego i śląskiego..
- 1950, 6 lipca – wydzielenie województw opolskiego (w większości górnośląskiego) i zielonogórskiego.
- 1960, 11 kwietnia – cały Śląsk Czeski wszedł w skład kraju północnomorawskiego (cz. Severomoravský kraj) ze stolicą w Ostrawie.
- 1975, 1 czerwca – podział polskiego Dolnego Śląska na kilka województw: jeleniogórskie, legnickie, leszczyńskie, wałbrzyskie, wrocławskie, zielonogórskie i kaliskie.
- 1996, 30 maja – powstała diecezja ostrawsko-opawska w wyniku wyłączenia części terytorium z archidiecezji ołomunieckiej.
- 1997 – powódź tysiąclecia.
- 1999, 1 stycznia – większość Dolnego Śląska tworzy województwo dolnośląskie.
- 2000, 1 stycznia – podział czeskiej części ziemi nyskiej na Kraj ołomuniecki (cz. Olomoucký kraj; w tym powiat Jeseník) i ostrawski (cz. Ostravský kraj).

## Demografia
Dolny Śląsk jest jednym z najbardziej zaludnionych obszarów w Polsce: jest zamieszkany przez 2,09 mln osób, a 68,4% mieszka w miastach; gęstość zaludnienia w 2019 roku wynosiła 145 osób na km kw. Składa się na to 91 miast i 2 528 wsi. Region składa się z 26 powiatów, 4 miasta na prawach powiatu: Wrocław, Jelenia Góra, Wałbrzych, Legnica oraz 169 gmin.
Od 1945 roku ludność Dolnego Śląska to w zdecydowanej większości nie autochtoniczni Ślązacy, gdyż po II wojnie światowej niemal cała ludność Dolnego Śląska uległa wymianie – przedwojenni mieszkańcy opuścili te tereny, a region został zasiedlony przez przybyszów z różnych rejonów Polski. Największa część ludności Dolnego Śląska swoje korzenie ma na wschodnich terenach przedwojennej Polski.

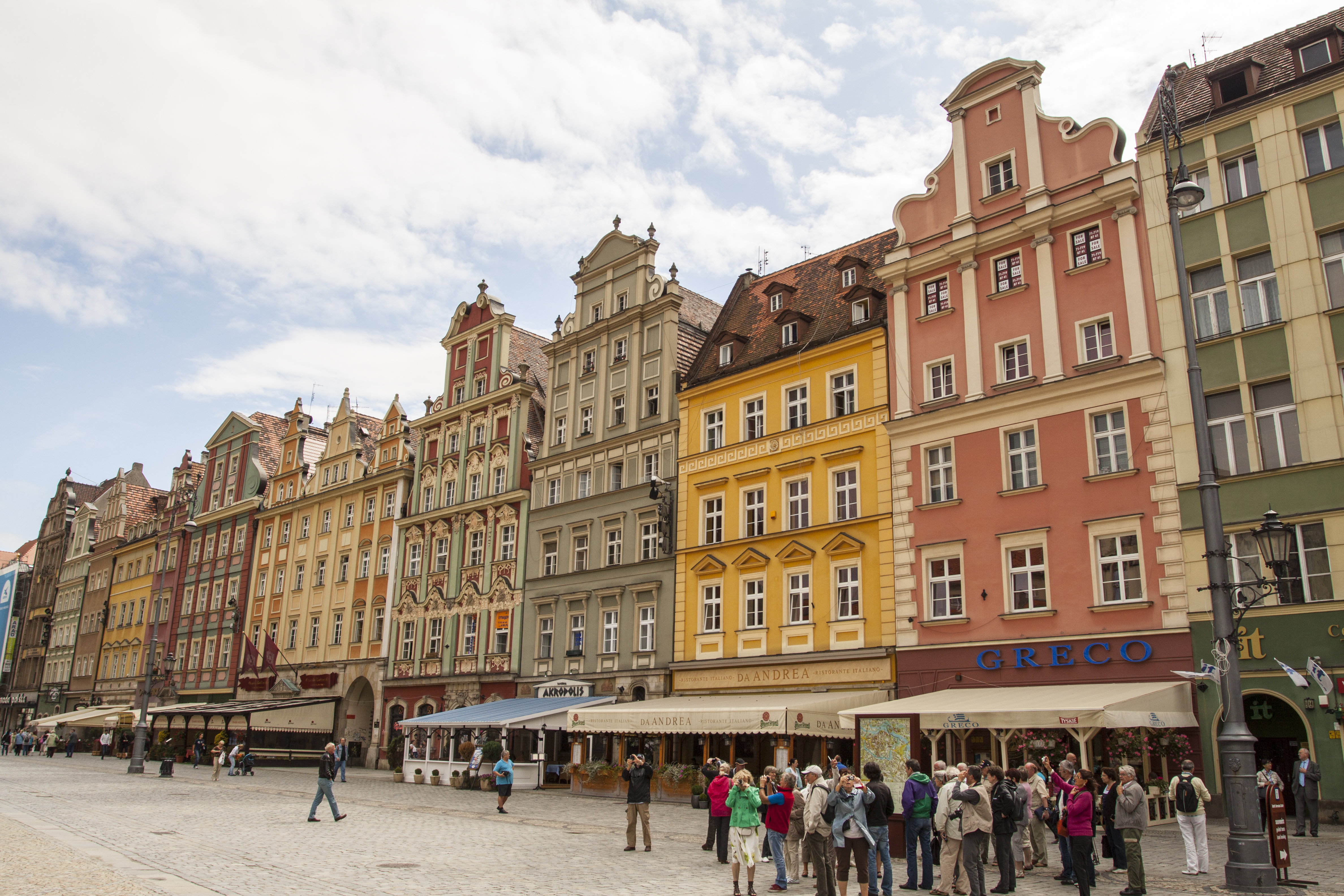
Wrocław

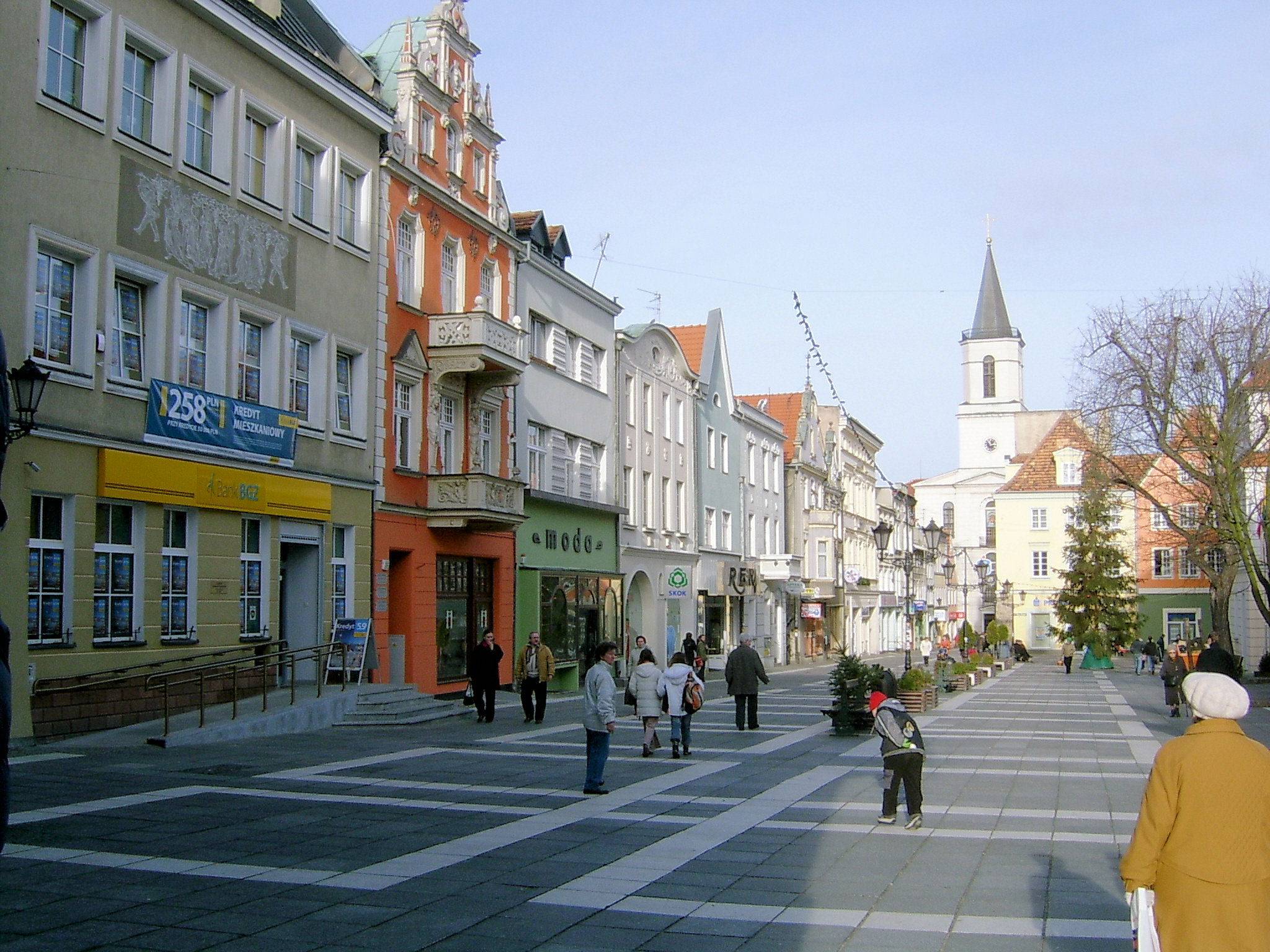
Zielona Góra

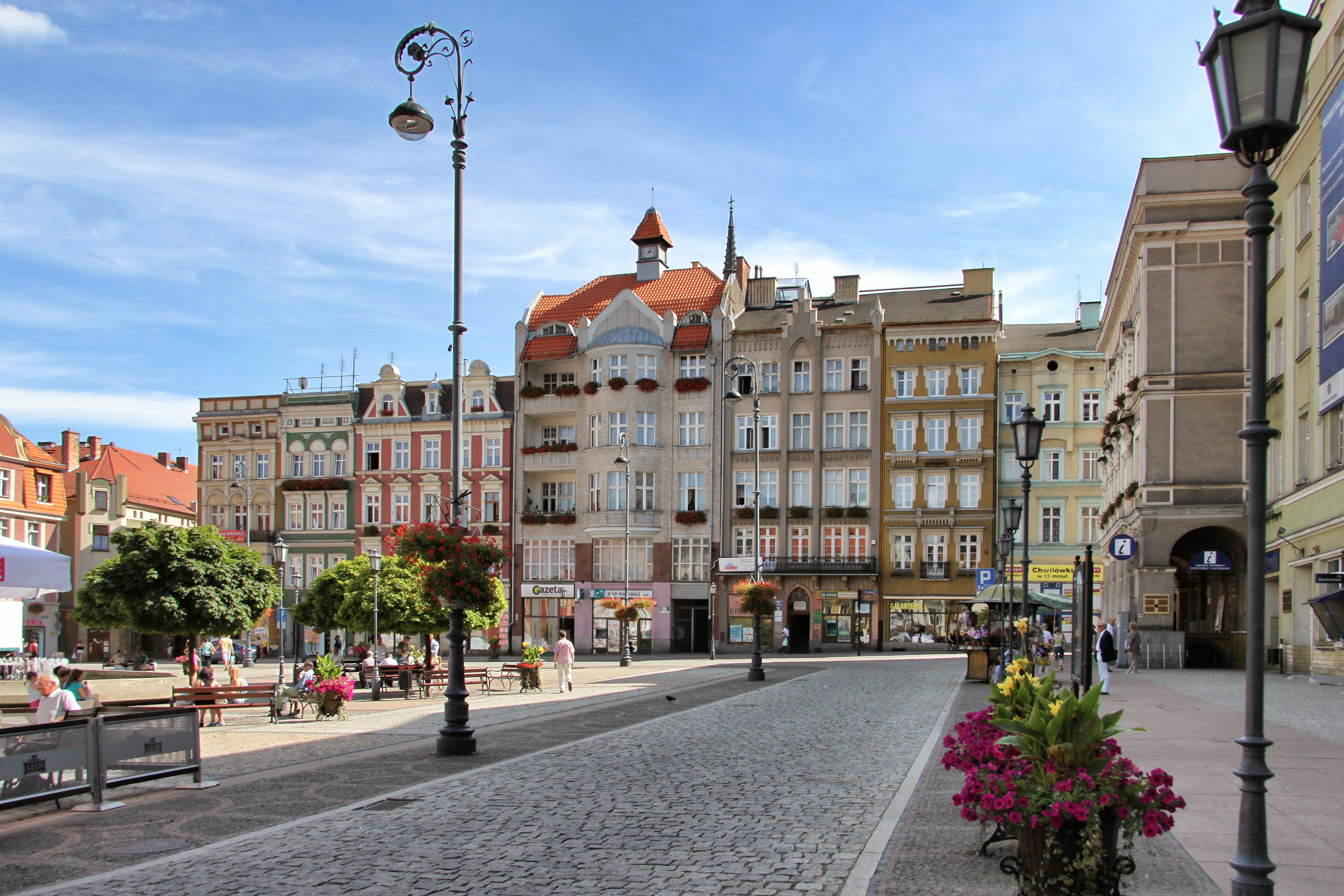
Wałbrzych

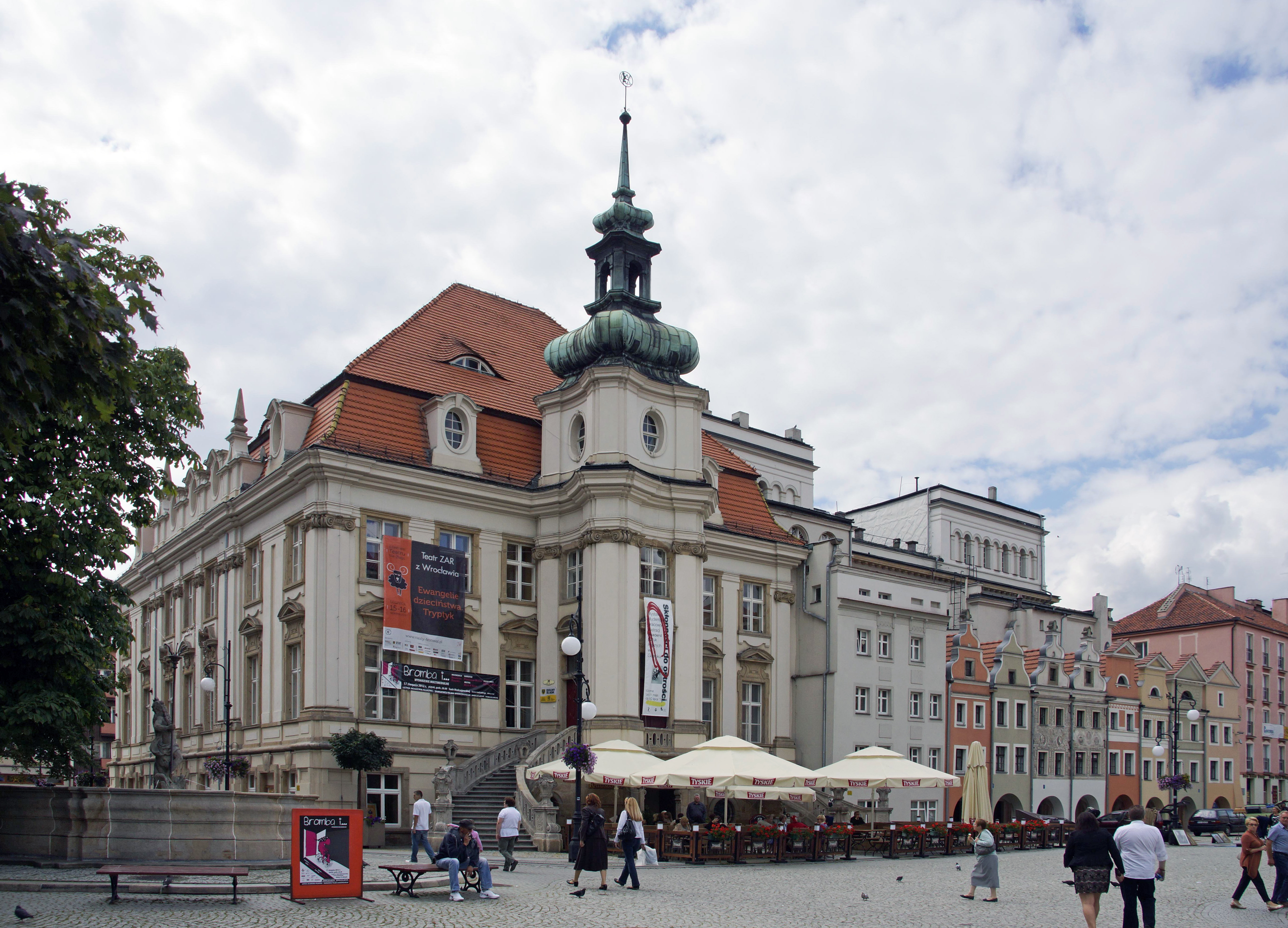
Legnica

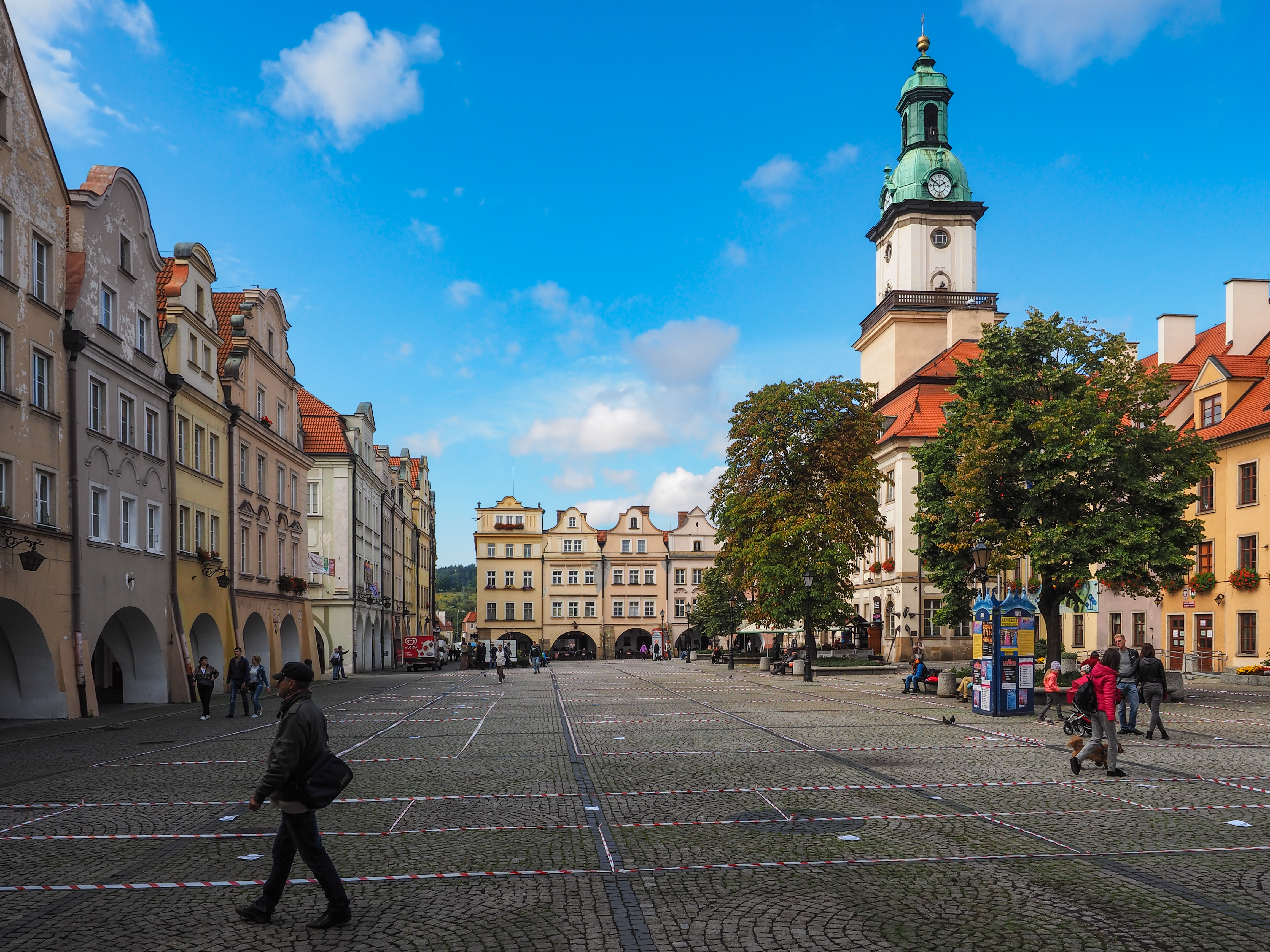
Jelenia Góra

Miasta historycznego Dolnego Śląska o populacji przekraczającej 14 tys. ludzi:
|     | miasto            | populacja (2023) | państwo | jednostka administracyjna |
| --- | ----------------- | ---------------- | ------- | ------------------------- |
| 1.  | Wrocław           | 674 079          | Polska  | Województwo dolnośląskie  |
| 2.  | Zielona Góra      | 139 278          | Polska  | Województwo lubuskie      |
| 3.  | Wałbrzych         | 101 857          | Polska  | Województwo dolnośląskie  |
| 4.  | Legnica           | 93 040           | Polska  | Województwo dolnośląskie  |
| 5.  | Jelenia Góra      | 75 794           | Polska  | Województwo dolnośląskie  |
| 6.  | Lubin             | 68 407           | Polska  | Województwo dolnośląskie  |
| 7.  | Głogów            | 62 886           | Polska  | Województwo dolnośląskie  |
| 8.  | Görlitz           | 56 574           | Niemcy  | Saksonia                  |
| 9.  | Świdnica          | 53 423           | Polska  | Województwo dolnośląskie  |
| 10. | Nysa              | 41 205           | Polska  | Województwo opolskie      |
| 11. | Bolesławiec       | 37 293           | Polska  | Województwo dolnośląskie  |
| 12. | Oleśnica          | 35 346           | Polska  | Województwo dolnośląskie  |
| 13. | Nowa Sól          | 34 897           | Polska  | Województwo lubuskie      |
| 14. | Żary              | 34 391           | Polska  | Województwo lubuskie      |
| 15. | Brzeg             | 33 768           | Polska  | Województwo opolskie      |
| 16. | Oława             | 33 153           | Polska  | Województwo dolnośląskie  |
| 17. | Hoyerswerda       | 31 356           | Niemcy  | Saksonia                  |
| 18. | Dzierżoniów       | 31 061           | Polska  | Województwo dolnośląskie  |
| 19. | Zgorzelec         | 29 313           | Polska  | Województwo dolnośląskie  |
| 20. | Bielawa           | 28 344           | Polska  | Województwo dolnośląskie  |
| 21. | Kłodzko           | 25 113           | Polska  | Województwo dolnośląskie  |
| 22. | Żagań             | (2022) 24 907    | Polska  | Województwo lubuskie      |
| 23. | Żytawa            | 24 794           | Niemcy  | Saksonia                  |
| 24. | Kluczbork         | 22 258           | Polska  | Województwo opolskie      |
| 25. | Świebodzice       | 21 942           | Polska  | Województwo dolnośląskie  |
| 26. | Polkowice         | 21 505           | Polska  | Województwo dolnośląskie  |
| 27. | Świebodzin        | (2022) 21 254    | Polska  | Województwo lubuskie      |
| 28. | Jawor             | 20 853           | Polska  | Województwo dolnośląskie  |
| 29. | Nowa Ruda         | 20 674           | Polska  | Województwo dolnośląskie  |
| 30. | Lubań             | 19 756           | Polska  | Województwo dolnośląskie  |
| 31. | Kamienna Góra     | 17 376           | Polska  | Województwo dolnośląskie  |
| 32. | Namysłów          | 16 910           | Polska  | Województwo opolskie      |
| 33. | Bogatynia         | 16 245           | Polska  | Województwo dolnośląskie  |
| 34. | Sulechów          | 15 676           | Polska  | Województwo lubuskie      |
| 35. | Biała Woda        | 15 136           | Niemcy  | Saksonia                  |
| 36. | Jelcz-Laskowice   | 15 109           | Polska  | Województwo dolnośląskie  |
| 37. | Strzegom          | 15 086           | Polska  | Województwo dolnośląskie  |
| 38. | Ząbkowice Śląskie | 14 356           | Polska  | Województwo dolnośląskie  |
| 39. | Boguszów-Gorce    | 14 349           | Polska  | Województwo dolnośląskie  |
| 40. | Złotoryja         | 14 337           | Polska  | Województwo dolnośląskie  |

## Geografia Dolnego Śląska
Największe jednostki geograficzne regionu:
- Nizina Śląsko-Łużycka między Nysą Łużycką, Bobrem a Kwisą, porośnięta Borami Dolnośląskimi
- Nizina Śląska – równina o powierzchni 13 tys. km²
- Przedgórze Sudeckie
- Sudety
- Wał Trzebnicki
- Obniżenie Milicko-Głogowskie.

### Regiony naturalne
Dolny Śląsk należy w większości do dwóch wielkich regionów geograficznych: Sudetów i ich Przedgórza oraz Niżu Śląskiego (Niziny Śląskiej i Śląsko-Łużyckiej).

#### Sudety

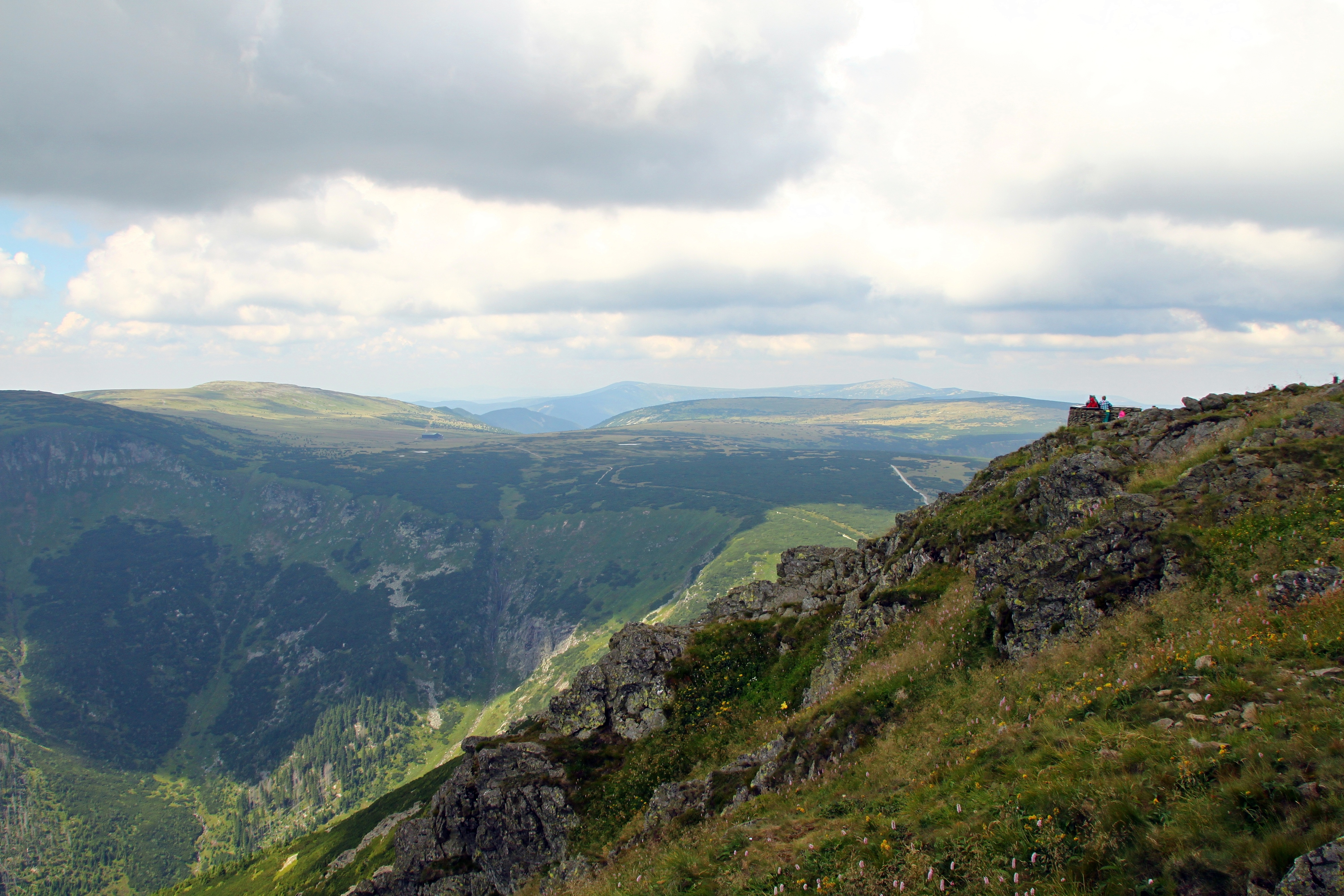
Karkonosze

Sudety są starym zróżnicowanym geologicznie i krajobrazowo łańcuchem górskim ciągnącym się 280 kilometrów łukiem od Bramy Łużyckiej na zachodzie po Bramę Morawską na wschodzie. Topograficznie dzieli się je na Sudety Zachodnie, Środkowe i Wschodnie. W obrębie Sudetów Zachodnich wydziela się Góry Izerskie (Wysoka Kopa, 1126 m) wraz z Pogórzem (Zaroślak, 560 m), Karkonosze (Śnieżka, 1603 m), Rudawy Janowickie (Skalnik, 945 m) oraz Góry Kaczawskie (Skopiec, 724 m) z Pogórzem (Ostrzyca, 501 m). Otaczają one zwartymi pasmami Kotlinę Jeleniogórską (420–450 m). Sudety Środkowe obejmują Góry Kamienne, z których część zachodnia nosi nazwę Gór Kruczych (Szeroka, 840 m), a wschodnia Gór Suchych (Waligóra, 936 m), otaczające Kotlinę Kamiennogórską; Góry Wałbrzyskie (Borowa, 854 m) z Pogórzem Wałbrzysko-Bolkowskim (Sas 515 m), Góry Sowie (Wielka Sowa, 1015 m), Góry Bardzkie (Kłodzka Góra, 765 m), Góry Stołowe (Szczeliniec Wielki, 919 m), Góry Bystrzyckie (Jagodna, 977 m), Góry Orlickie (Orlica, 1084 m). Pomiędzy Sudetami Środkowymi a Sudetami Wschodnimi leży rozległa, płaskodenna Kotlina Kłodzka z niewielkim Obniżeniem Noworudzkim. Sudety Wschodnie obejmują Masyw Śnieżnika (Śnieżnik, 1425 m) z Krowiarkami, Góry Bialskie (Postawna, 1125 m), Góry Złote (Kowadło, 987 m) oraz Góry Opawskie, których część z Biskupią Kopą (889 m) należy do Polski.
W budowie geologicznej Sudetów biorą udział najstarsze znane na terenie Polski skały przeobrażone (między innymi gnejsy Gór Sowich i Grupy Śnieżnika), staropaleozoiczne skały osadowe i wylewne w Górach Kaczawskich i Bardzkich, liczne intruzje granitów (Karkonosze, Przedgórze Sudeckie), młodopaleozoiczne skały osadowe w nieckach śródsudeckiej, północnosudeckiej i świebodzickiej; osady górnokredowe w Kotlinie Kłodzkiej i okolicach Lwówka Śląskiego. Skałom tym towarzyszą różnowiekowe wylewy wulkaniczne (diabazy, porfiry, bazalty). Wszystko to sprawie, że w Polsce nigdzie poza Sudetami nie spotyka się takiej różnorodności skał, z którymi wiążą się liczne złoża cennych kopalin mineralnych: węgla kamiennego i brunatnego, rud miedzi, niklu, chromu, związków arsenu, a także barytów i fluorytów. W Kowarach, u podnóża Karkonoszy, Sowieci odkryli złoża uranu potrzebnego im do uzdatniania bomb atomowych.
Rzeźba Sudetów cechuje się dużym zróżnicowaniem form, co jest bezpośrednim wynikiem wielokrotnego wypiętrzania i fałdowania górotworu i długich okresów niszczenia. Stąd starym masywom o wyrównanych grzbietach towarzyszą rozległe kotliny śródgórskie, głębokie doliny rzek, a w Karkonoszach ponadto formy polodowcowe (kotły, moreny, stawy).
Klimat Sudetów jest umiarkowanie chłodny, podobnie jak w innych górach Europy Środkowej. W porównaniu z Karpatami na tych samych wysokościach jest on jednak znacznie surowszy, co przejawia się między innymi w fakcie, że granica lasu znajduje się około 250 metrów niżej. Dla klimatu lokalnego kotlin śródgórskich charakterystyczne są inwersje temperatur (zwłaszcza zimą), a także wiatry fenowe (tatrzański halny). Wiatry te, zwykle o wielkiej sile, powodują groźne w skutkach, nagłe topnienie śniegów oraz powodzie i są przyczyną katastrofalnych wiatrołomów.
Rzeki sudeckie należą w większości do dorzecza Odry, a jedynie niewielkie skrawki gór odwadniane są przez Łabę (zlewisko Morza Północnego) i Dunaj (zlewisko Morza Czarnego). Zwykle krótkie, o dużych spadkach i gwałtownych wezbraniach, spływając koncentrycznie ku kotlinom stwarzają (zwłaszcza wiosną i latem) duże zagrożenia powodziowe. W większości zostały uregulowane i zabudowane systemem tam i zbiorników retencyjnych. Największe z nich znajdują się na Bobrze w Pilchowicach, Nysie Kłodzkiej koło Otmuchowa i Nysy, Kwisie w Leśnej i Złotnikach, Bystrzycy w Zagórzu. Główne rzeki to: Nysa Łużycka, Kwisa, Bóbr, Kaczawa, Nysa Szalona, Bystrzyca, Nysa Kłodzka.
Roślinność Sudetów wykazuje wiele cech wspólnych z Karpatami, jednak także znaczne w stosunku do nich zubożenie jako wynik chłodniejszego klimatu, odmiennych warunków glebowych (ubóstwo skał węglanowych) i mniejszych wysokości. Z około 500 gatunków rosnących w zachodnich Karpatach tylko 200 występuje w Sudetach. Odrębność florystyczną podkreśla fakt występowania wielu gatunków nie spotykanych w Karpatach i kilku gatunków endemicznych. Podobnie jak w innych górach, w Sudetach występuje piętrowy układ stref roślinnych. Regiel dolny (400–1000 m) pierwotnie obejmował las mieszany z udziałem buka, świerka, jawora i jodły, a w niższych partiach sosny, modrzewia, brzozy, klonu i lipy z bogatym podszyciem (leszczyna, malina) i runem. Lasy te zostały jednak znacznie przetrzebione (XVI-XIX wiek), a w ich miejsce wprowadzono monokultury świerkowe, dziś często padające ofiarą szkodników leśnych, pożarów oraz huraganów. Niewielkie fragmenty dawnego lasu zachowały się w Górach Sowich, Stołowych oraz Bialskich i są objęte ochroną rezerwatową. Regiel górny (1000–1250 m) tworzy zespół lasu świerkowego z udziałem jarzębiny, rzadziej buka, jawora i jodły. W runie tych lasów występują między innymi paprocie, szczawik zajęczy i borówka. Piętro subalpejskie (1250–1400 m) porastają zwarte zarośla kosodrzewiny, której towarzyszą: jarzębina, brzoza karpacka, wierzba śląska i skarłowaciały świerk. Piętro alpejskie (powyżej 1400 m) obejmuje rumowiska skalne, porośnięte głównie mchem i porostami. Wilgotny, chłodny klimat sprzyja rozwojowi licznych górskich torfowisk (Karkonosze, Góry Izerskie, Góry Bystrzyckie).

#### Niż Śląski
Niż Śląski składa się z Niziny Śląskiej i Niziny Śląsko-Łużyckiej, oddzielonych od siebie doliną Kaczawy, a od Sudetów stromą krawędzią morfologiczną przebiegającą wzdłuż tzw. sudeckiego uskoku brzeżnego od okolic Bolesławca na północny zachód po Złoty Stok na południowy wschód. W części południowej Niżu wyróżnia się obszar Przedgórza Sudeckiego, na który składają się niewysokie, zbudowane z granitów Wzgórza Strzegomskiego (do 323 m), dalej zwarta Grupa Ślęży (Ślęża, 718 m), zbudowana z granitów, gabra, amfibolitów i serpentynitów oraz granitowo-sjenitowe Wzgórza Niemczańsko-Strzelińskie (Gromnik, 392 m). Niewysokie wzgórza występują także wyspowo w Obniżeniu Podsudeckim, na Równinie Świdnickiej i Kotlinie Dzierżoniowskiej. Wschodnią część Niżu Śląskiego stanowi rozległa Nizina Śląska, której oś tworzy dolina Odry. Wyróżnia się Równinę Wrocławską, ku północnemu wschodowi przechodzącą w Równinę Oleśnicką, ku zachodu zaś w Wysoczyznę Średzką; na wschód w Rówinę Grodkowską i Niemodlińską. Dolina Dolnej Kaczawy (Kotlina Legnicka) oddziela Nizinę Śląską od Niziny Śląsko-Łużyckiej obejmującej Wysoczyznę Lubińsko-Chocianowską, dolinę Szprotawy i rozległe połacie Borów Dolnośląskich na północ od drogi Bolesławiec-Zgorzelec. Pas nizin ograniczony jest od północy Wałem Trzebnickim, który składa się z ciągu morenowych wzgórz o łącznej długości około 200 kilometrów i osiągających ponad 150 metrów wysokości w stosunku do sąsiednich nizin (Kobyla Góra, 284 m). Wał ten składa się ze Wzgórz Dalkowskich, Trzebnickich, Twardogórskich i Ostrzeszowskich. Po wewnętrznej stronie łuków morenowych (od północy) znajduje się Obniżenie Milicko-Głogowskie (tzw. Pradolina Baryczy), w którym leżą: Kotlina Żmigrodzka i Milicka.
Cały obszar niżowej części Dolnego Śląska pokryty jest grubym płaszczem utworów polodowcowych (piaski, żwiry, gliny) maskującym bardziej zróżnicowaną rzeźbę starszego podłoża. Dna dolin na ogół płaskie i szerokie, wyściełane są osadami rzecznymi. Stoki wzgórz powyżej 180-200 metrów pokryte są ponadto urodzajnymi glinami lessopodobnymi i dlatego stały się, począwszy od paleolitu, terenem intensywnego osadnictwa i rolnictwa, które później w warunkach gospodarki folwarcznej doprowadziło do prawie całkowitego ich wylesienia. Oprócz urodzajnych gleb rozwojowi rolnictwa i warzywnictwa sprzyja łagodny klimat.
Rzeki, spływające z Sudetów, charakteryzują się zmiennymi wodostanami, a na skutek dużego uprzemysłowienia regionu są na ogół silnie zanieczyszczone. Największe z nich to Nysa Kłodzka, z której czerpie się wodę pitną dla Wrocławia (za pośrednictwem specjalnego kanału), Stobrawa, Oława, Ślęza, Bystrzyca z dopływami Strzegomką i Piławą, Widawa, Średzka Woda, Kaczawa z Nysą Szaloną i Czarną Wodą oraz największy z prawobrzeżnych dopływów na terenie regionu – Barycz. Inne większe rzeki – Bóbr, Kwisa i Nysa Łużycka wpadają do Odry poza granicami Dolnego Śląska. Większość rzek jest uregulowana, a ich dorzecza zmeliorowane, co umożliwia prowadzenie właściwej gospodarki wodnej. W krajobrazie nizin zwraca uwagę brak jezior. Jedynie w okolicy Legnicy zachowało się kilkanaście niewielkich jezior, w większości w stadium zaniku. Największe z nich to: jezioro Kunickie (ok. 95 ha), Koskowickie (50 ha), Jaśkowickie (24 ha) i Tatarak (19,5 ha). Inny zupełnie charakter mają sztuczne stawy w dorzeczu Baryczy, założone jeszcze w średniowieczu. Tworzą one duże zespoły o łącznej powierzchni około 80 km², a największe z nich (Stary Staw, Staw Łosiowy, Staw Niezgoda, Staw Mewi Duży i Grabownica) mają po 200-300 ha.
Pierwotna szata roślinna uległa daleko idącym przeobrażeniom głównie na skutek wylesienia i rozszerzania areału upraw. Z zachowanych większych kompleksów leśnych wymienić trzeba Bory Dolnośląskie (ok. 3150 km²), Bory Stobrawskie nad Stobrawą i Widawą oraz mniejsze fragmenty lasów w dolinie Baryczy i Odry, o charakterze grądów lub lasów łęgowych. W dolinie Odry zachowały się partie lasów mieszanych (buk, dąb, grab, jawor, sosna). Objęte są one ochroną rezerwatową. Są to między innymi: Zwierzyniec i Kanigóra koło Oławy, Dublany i Kępa Opatowicka koło Wrocławia, Zabór koło Przedmościa, Lubiąż. Inne obszary leśne to: park naturalny w Orsku i okolice Jodłowic, Wzgórze Joanny koło Milicza, Gola koło Twardogóry. Lasy typu upraw do 1,2 metra wysokości, ostoi zwierzyny, szkółek leśnych, ze względu na trwałe zagrożenie pożarowe, są w większości niedostępne. Obszary udostępnione z ograniczeniem (oznaczone specjalnymi tablicami) znajdują się przede wszystkim w okolicach Góry Śląskiej, Obornik Śląskich, Wołowa oraz w dolinie Odry i na Wzgórzach Niemczańsko-Strzelińskich.

## Zasoby naturalne

### Zasoby glebowe i leśne
Na Dolnym Śląsku występują różne typy gleb, o różnej wartości bonitacyjnej. Duży odsetek z nich należy do grup I–III z najlepszymi właściwościami, sprzyjającymi rozwój rolnictwa. Najliczniejsze są gleby klasy IIIa, stanowiące 19,4%gruntów ornych regionu, IIIb – 17,6%, a gleby klasy I stanowią tylko 0,4% gruntów ornych. Gleby klasy I i II (7,4%) znajdują się między Wrocławiem a Strzelinem. Gleby Dolnego Śląska, zwłaszcza w jego centralnej części, nadają się do uprawy pszenicy. Według waloryzacji dokonanej przez IUNG-PIB, Dolny Śląsk plasuje się na drugim miejscu w kraju pod względem wartości gleb– 72,3 punktów w 120-punktowej skali, przy czym średnia dla Polski wynosi 66,6 punktów. Najmniej sprzyjające warunki dla rolnictwa występują w powiatach milickim, oleśnickim i karkonoskim.

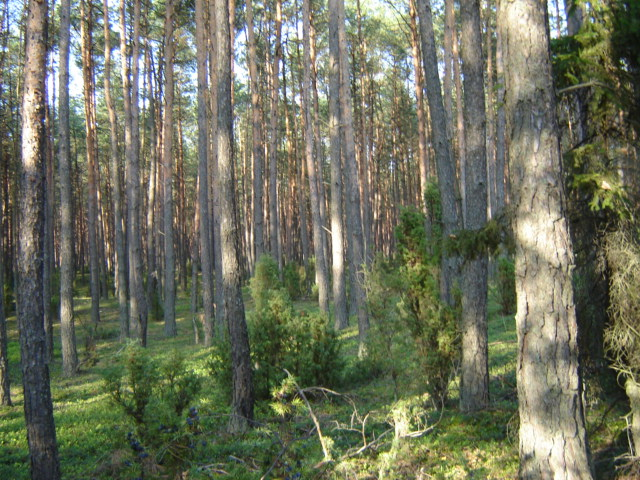
Bór świeży dominuje w Borach Dolnośląskich – największym kompleksie leśnym regionu

Lasy stanowią 29,8% powierzchni i pod tym względem Dolny Śląsk utrzymuje się w okolicy średniej krajowej, wynoszącej w 2019 roku 29,6%. Najbardziej zalesione są powiaty: bolesławiecki (59%), karkonoski (48,1%) i zgorzelecki z wynikiem 47,8%. Najmniej zalesione są powiaty legnicki (4,1%) i miasto Wrocław (7,6%). Największymi kompleksami leśnymi w regionie są Bory Dolnośląskie, lasy sudeckie i lasy doliny Baryczy. Aż 96,4% lasów to lasy publiczne. W dolnośląskich lasach przeważają takie gatunki drzew jak sosna (36,5%) i świerk, który stanowi 21,4%. Z gatunków liściastych najliczniejszy jest buk (7,4%). Przeważają nizinne lasy mieszane, bory mieszane i górskie lasy mieszane.

## Klimat

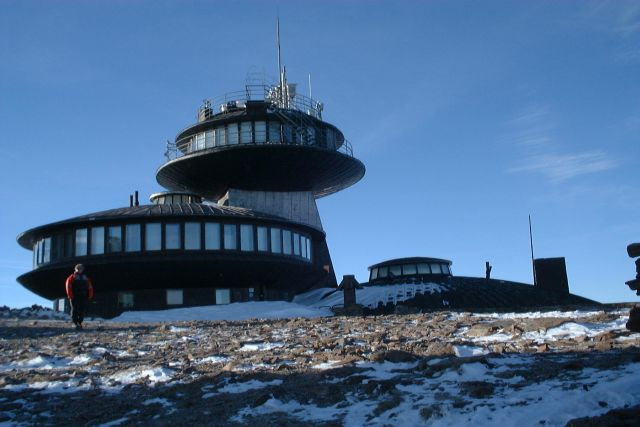
Obserwatorium meteorologiczne na Śnieżce

Klimat Dolnego Śląska jest podobny do klimatu większej części kraju – jest to klimat umiarkowany ciepły przejściowy, charakteryzujący się stosunkowo łagodnymi zimami, ciepłymi ale nie upalnymi latami i dużą dywersyfikacją pogody. Zróżnicowanie i nieregularność wynika z różnorodności rzeźby terenu: na północy przeważają cechy klimatu kontynentalnego i umiarkowanego, na południu przeważa klimat górski. Roczna amplituda temperatury nie przekracza 20°C, a średnia roczna temperatura wynosi 8 stopni. Opady są umiarkowane i występują we wszystkich porach roku, roczna suma opadów wynosi 550-700 mm. Wiosny są ciepłe, wilgotne, po czym następują ciepłe i w miarę suche lata, chłodne i wilgotne jesienie, w zimie występują opady śniegu. Czas zalegania pokrywy śnieżnej wynosi 50 dni.  Okres wegetacji na Dolnym śląsku przekracza 220 dni w roku i jest jednym z najdłuższych w kraju i gwarantuje rozwój rolnictwa.
Subregion sudecki charakteryzuje się klimatem ostrzejszym niż reszta regionu, a warunki klimatyczne różnią się w zależności od wysokości. Roczna suma opadów wynosi 700-1200 mm, długość występowania pokrywy śnieżnej waha się między 60 do ponad 150 dni, a okres wegetacji trwa 180 dni w górach i 200 dni w rejonach podgórskich. W Karkonoszach wiatry osiągają prędkość 200 km/h.
Średnia temperatura i opady dla Jeleniej Góry:
| Miesiąc                          | Sty | Lut | Mar  | Kwi | Maj | Cze  | Lip   | Sie  | Wrz | Paź  | Lis  | Gru  | Roczna |
| -------------------------------- | --- | --- | ---- | --- | --- | ---- | ----- | ---- | --- | ---- | ---- | ---- | ------ |
| Średnie temperatury w dzień [°C] | 1   | 0   | 6    | 9   | 16  | 20   | 20    | 22   | 18  | 13   | 6    | 4    | 11     |
| Średnie temperatury w nocy [°C]  | -7  | -10 | -3   | 0   | 4   | 9    | 11    | 9    | 5   | 2    | -2   | -2   | 2      |
| Opady [mm]                       | 33  | 61  | 43.2 | 61  | 61  | 73.7 | 142.2 | 76.2 | 33  | 63.5 | 40.6 | 55.9 | 741,7  |
| Źródło: Weatherbase 15.12.2008   |     |     |      |     |     |      |       |      |     |      |      |      |        |

## Flora
Szata roślinna Dolnego Śląska ma charakterystyczny układ strefowy. Od podnóża do szczytów rośliny tworzą zespoły układające się szerszymi bądź węższymi pasami, które nazywa się strefami roślinnymi. One zaś dzielą się na węższe pasy zwane piętrami roślinnymi. Strefa lasu górskiego dzieli się na dwa piętra: regiel dolny i górny. Wyżej występuje strefa bezleśna dzieląca się na piętro subalpejskie z kosodrzewiną oraz piętro alpejskie bez krzewów. Ówczesna roślinność pochodzi z okresu polodowcowego, poprzednia z trzeciorzędu została zniszczona przez klimat epoki lodowcowej. Wraz z lądolodem, z północy przywędrowały rośliny tundry. Są to między innymi: wierzba lapońska (Salix Lapponum) i malina moroszka (Rubus chamaemorus).
Dzieje geologiczne i klimatyczne w istotny sposób wpłynęły na skład roślinności Dolnego Śląska. Roślinność uformowała się z elementów pochodzących z różnych regionów geograficznych. Poszczególne regiony reprezentują:
- gatunki środkowoeuropejskie: jodła (Abies alba), buk (Fagus silvatica), dąb (Quercus sessilis), klon (Acer pseudoplatanus)
- gatunki euro-syberyjskie: trzmielina zwyczajna (Evonymus europaea), olsza czarna (Alnus glutinosa), wiklina (Salix purpurea)
- gatunki borealno-subarktyczne: rzeżucha łąkowa (Cardamine pratensis), knieć błotna (Caltha palustris), przylaszczka pospolita (Hepatica nobilis)
- gatunki borealno-arktyczne: mącznica lekarska (Arctostaphylos uvaxursi), wierzba nibyzielna (Sal herbacea), bażyna czarna (Empetrum nigrum), gnidosz sudecki (Pedicularis sudetica), skalnica śnieżna (Saxifraga nivalis), malina moroszka (Rubus chamaemorus), poryblin jeziorny (Isoëtes lacustris)
- gatunki alpejskie: leniec alpejski (Thesium alpinium), podbiałek alpejski (Homogyne alpina), kuklik górski (Geum montanum), kosodrzewina (Pinus mughus)
- gatunki sudecko-karpackie i sudeckie: skalnica bazaltowa (Saxifraga moschata ssp. basaltica), gnidosz sudecki (Pedicularis sudetica)

### Regiel dolny
Regiel dolny (450–1000 m n.p.m.) charakteryzuje się lasem liściastym lub mieszanym. Fragmenty drzewostanów zbliżonych do naturalnych zespołów sosnowo-jodłowo-bukowych z domieszką modrzewia, jawora i lipy występują przy wodospadzie Szklarki w kompleksie jagniątkowskim i na górze Chojnik. Poszczególne gatunki drzew mają różne wymagania klimatyczne. Najniżej występują dęby i jesion wyniosły (do ok. 500 m n.p.m.). Od 500 do 600 metrów nad poziomem morza występuje Sosna zwyczajna. Wyżej, do 800 m n.p.m. rośnie modrzew europejski, a powyżej 800 metrów – jodła i buk.
Mimo przebudowy głównego drzewostanu, miejscami roślinność runa i podszytu pozostała bez zmian. Występują w niej: wawrzynek wilczełyko, bez koralowy, leszczyna, podkolan biały, marzanka wonna, czworolist pospolity, borówka, szczawik zajęczy, siódmaczek leśny, pszeniec zwyczajny i konwalia. Powyżej 800 metrów nad poziomem morza przeważają: trawy, borówka oraz goryczka trojeściowa.
W miejscach naświetlonych, na łąkach i wzdłuż dróg występują: storczyk plamisty, dąbrówka rozłogowa, gajowiec żółty, arnika górska, dziewięćsił bezłodygowy, wierzbówka wąskolistna, starzec gajowy oraz naparstnica. Nad potokami licznie występuje lepiężnik biały.
W lasach iglastych przeważają świerki. Ulegają one osłabieniu pod działaniem czynników atmosferycznych. Naderwanie systemu korzeniowego przez wiatr ułatwia zainfekowanie go przez szkodliwe grzyby i owady. Do najgroźniejszych grzybów należy opieńka miodowa o jadalnych owocnikach, która opanowuje strefę miazgi – między korą a drewnem, powodując śmierć drzewa. Drugi grzyb, huba korzeniowa niszczy wewnętrzne części korzeni i pni. Opieńka zabija drzewo w okresie paru miesięcy, a huba wielu lat, na skutek zmian mechanicznych w drewnie.

## Fauna

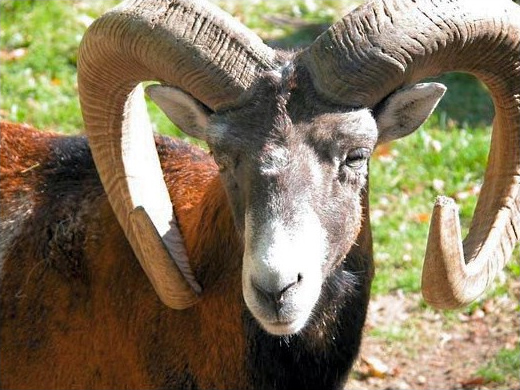
Muflon

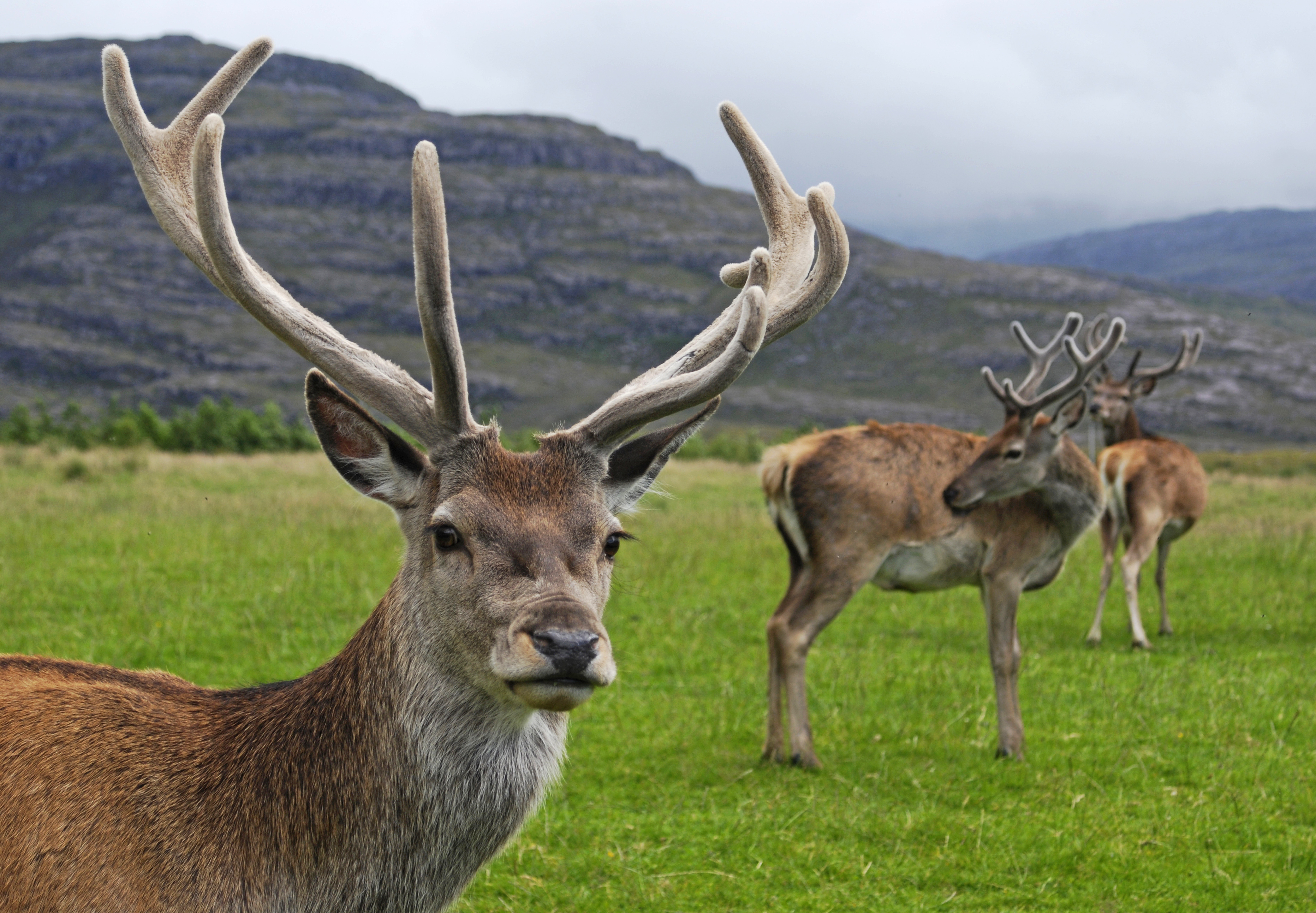
Jeleń szlachetny

Świat zwierzęcy uległ w czasach nowożytnych dużym przeobrażeniom głównie przez działania człowieka. Wiele gatunków zwłaszcza dużych, zostało wytępionych. W XVII i XVIII wieku wytrzebiono powszechne jeszcze łosie, niedźwiedzie, rysie, żbiki. W XIX wieku zniknęły orły przednie. Mimo tego świat zwierzęcy Dolnego Śląska jest nadal bardzo bogaty. Występuje tu kilkadziesiąt gatunków ssaków (w tym 20 gatunków nietoperzy). Na uwagę zasługuje introdukowany tu muflon śródziemnomorski. Inne gatunki to jeleń szlachetny, sarna europejska, daniel, dzik, wilk szary, bóbr europejski, lis rudy, zając szarak, królik, wydra europejska, rzęsorek rzeczek, rzęsorek mniejszy, zębiełek karliczek, karczownik ziemnowodny, piżmak, kuna leśna, kuna domowa, tchórz zwyczajny, łasica pospolita, gronostaj europejski, borsuk europejski, jenot azjatycki, szop pracz, norka amerykańska, nornica ruda, nornik zwyczajny, mysz zaroślowa, mysz leśna, mysz polna, szczur wędrowny, szczur śniady, wiewiórka pospolita, jeż, kret europejski, popielica, koszatka leśna, orzesznica, ryjówka aksamitna, ryjówka malutka, ryjówka górska, badylarka, darniówka pospolita.
Gatunkiem krytycznie zagrożonym wyginięciem na terenie Dolnego Śląska jest kozica północna żyjąca obecnie jedynie w masywie Śnieżnika w liczbie kilku sztuk.
Zanotowano występowanie 348 gatunków ptaków, z czego 192 gatunki tu gniazdują. 29 gatunków ptaków występujących na Dolnym Śląsku to gatunki zagrożone wyginięciem wpisane do polskiej Czerwonej Księgi.
Występuje 15 gatunków płazów: salamandra, traszka zwyczajna, traszka górska, traszka grzebieniasta, grzebiuszka ziemna, kumak nizinny, rzekotka drzewna, ropucha szara, ropucha zielona, ropucha paskówka, żaba wodna, żaba jeziorkowa, żaba moczarowa, żaba trawna, żaba śmieszka.
Gady to 7 gatunków: żółw błotny, gniewosz plamisty, padalec, jaszczurka zwinka, jaszczurka żyworodna, zaskroniec zwyczajny, żmija zygzakowata.
Ryby to 48 gatunków występujących naturalnie oraz 11 gatunków obcych wprowadzonych sztucznie: pstrąg potokowy, głowacz białopłetwy, głowacz pręgopłetwy, lipień pospolity, strzebla potokowa, śliz pospolity, brzana pospolita, świnka, jelec pospolity, kleń, słonecznica, lin, ukleja pospolita, krąp, kiełb białopłetwy, leszcz, płoć, wzdręga, jaź, jazgarz, sandacz pospolity, szczupak pospolity, okoń pospolity, ciernik, cierniczek północny, miętus pospolity, rozpiór, boleń pospolity, różanka pospolita, piskorz, koza dunajska, koza złotawa i sum pospolity.
Z bezkręgowców występują m.in. Chiracantium elegans, świdrzyk łamliwy, poczwarówka północna, Glomeris guttata, Rhamphomya caudata, kozioróg dębosz oraz endemity sudeckie: Onychiurus paxi, Oncopodura reyersdorfensis, Trichodrilus spelaeus, Crangonyx paxi i prapierścienica jaskiniowa.

## Kultura

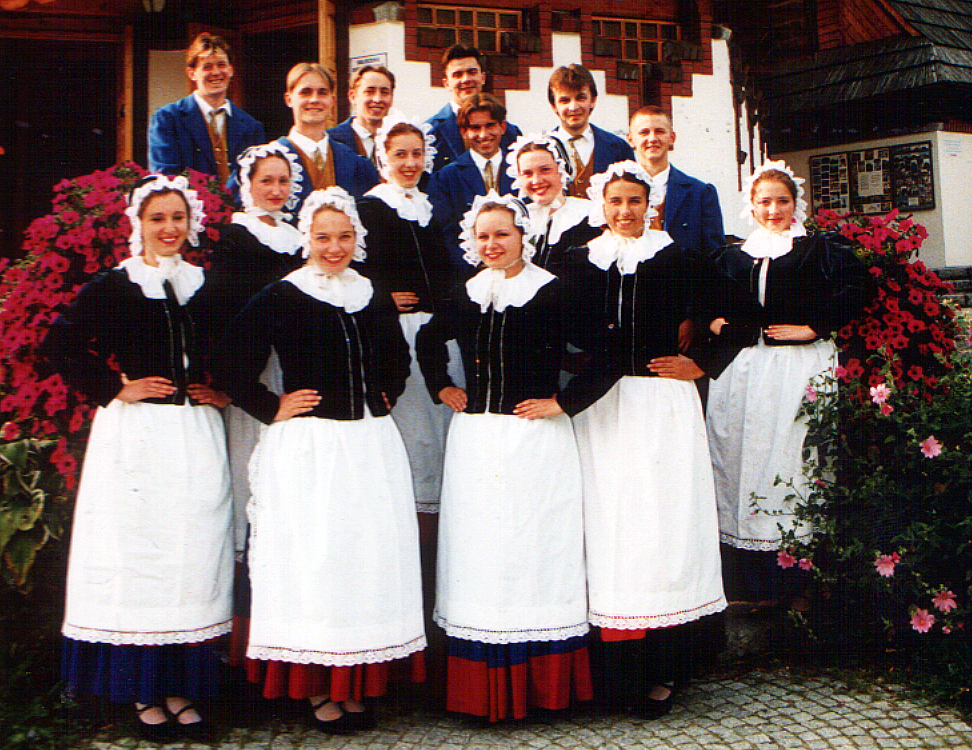
Jeden ze strojów ludowych Dolnego Śląska

Dolny Śląsk jest regionem, w którym po roku 1945 nie zachowała się już odrębność kulturowa.
W związku z wielowiekową germanizacją na terenie Dolnego Śląska gwara dolnośląska zachowała się reliktowo. Po dawnym dialekcie dolnośląskim zachowały się reliktowe gwary Chwalimia koło Wolsztyna (Zielonogórskie) oraz tzw. gwara Chazaków Rawickich obejmująca dwie wsie koło Leszna (Brenno i Wijewo) oraz około 22 wsi koło Rawicza. Gwary te przetrwały dzięki osiedleniu w przeszłości ludności śląskiego pochodzenia na pograniczu wielkopolsko-śląskim. Obecnie znajdują się w stadium zanikania. Inną enklawą utrzymywania się tej gwary były okolice Namysłowa, Sycowa oraz Międzyborza. W XIX stuleciu dzięki wybitnym pastorom takim jak Robert Fiedler oraz Jerzy Badura (1845–1909) dialekt dolnośląski przetrwał w rejonie Sycowa i Międzyborza znacznie dłużej niż pod Wrocławiem. Z okolic Międzyborza pochodzi spisana około 1864 roku pieśń ludowa w gwarze Dolnego Śląska, która stała się obecnie hejnałem Wrocławia.
Stroje ludowe na terenach Dolnego Śląska nie były jednolite. Barbara Bazielich wyróżniła 8 grup strojów, które wykształciły się do końca XIX wieku na obszarze od Głogowa po Nysę:
- strój jeleniogórski
- strój kaczawsko-nadbobrzański
- strój karkonoski
- strój kłodzki
- strój wałbrzyski
- strój wrocławski
- stroje głogowskie (osobna grupa)
- strój nyski[o].

## Transport

### Transport drogowy
Dolny Śląsk ma rozwiniętą sieć drogową i kolejową. Przez Dolny Śląsk przebiegają autostrady: A4, A18, Autostradowa Obwodnica Wrocławia  oraz drogi ekspresowe: S3 Zielona Góra – Lubawka, S5 Poznań – Wrocław, S8 Wrocław – Warszawa. Według stanu na rok 2023 planowana było przedłużenie drogi krajowej S8 do Kłodzka. W roku 2017 otworzono we Wrocławiu podziemny dworzec autobusowy Dworzec Wrocław, mogący obsłużyć do 5,4 mln pasażerów rocznie.

### Transport kolejowy

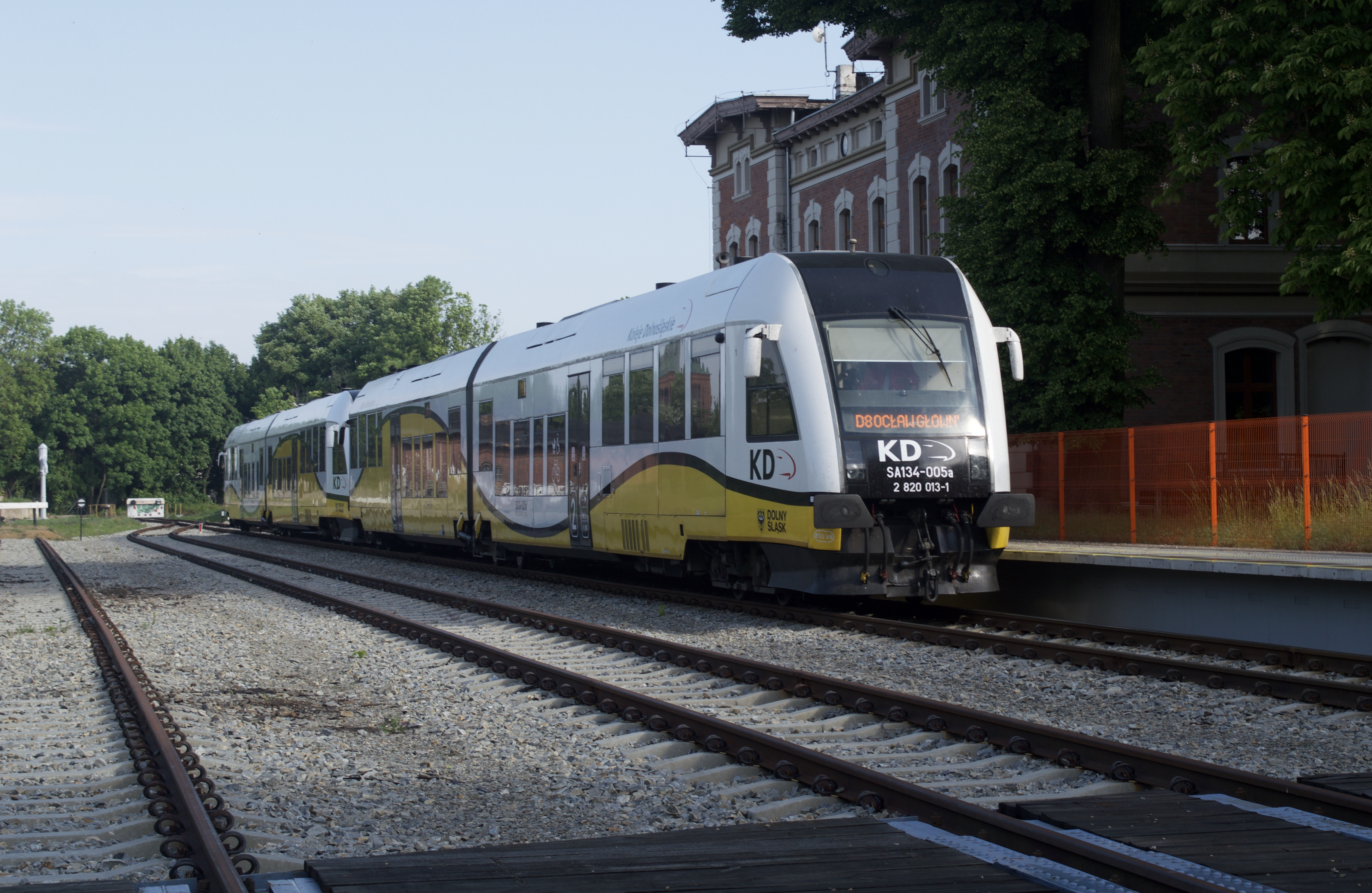
Linia trzebnicka jako pierwsza była przejęta przez dolnośląski samorząd

Na Dolnym Śląsku istnieje rozległa sieć kolejowa, odziedziczona po zmianie granic po drugiej wojnie światowej. Województwo dolnośląskie ma wysoki wskaźnik wykorzystania kolei w transporcie lokalnym i regionalnym; w roku 2018 statystyczny mieszkaniec regionu odbywał rocznie 9,4 podróży koleją i był to czwarty wynik w Polsce. Aż 88% podróży stanowiły przewozy regionalne i aglomeracyjne. Przeważają przewozy w aglomeracji wrocławskiej. Na terenie województwa działa dwóch przewoźników: Polregio i należące do marszałka województwa Koleje Dolnośląskie (które powoli wypierają innych przewoźników w zakresie transportu regionalnego i lokalnego).
W latach 90. na Dolnym  Śląsku zamykano nierentowne połączenia kolejowe Do roku 2000 zamknięto ok. 40 linii kolejowych, zwłaszcza niewielkie, o znaczeniu lokalnym, jak np. Malczyce – Jawor, Wrocław Psie Pole – Trzebnica, Dzierżoniów Śląski – Bielawa Zachodnia. Zlikwidowano połączenia zwłaszcza do niewielkich miejscowości, leżących z dala od dużych ośrodków, co spowodowało i pogłębiło problem wykluczenia komunikacyjnego w Polsce. Główne powody likwidacji linii to pogarszający się stan infrastruktury oraz wygaszanie popytu. W drugiej dekadzie XXI W. nastąpiło bezprecedensowe i pionierskie w Polsce przejmowanie elementów infrastruktury kolejowej przez Urząd Marszałkowski Województwa Dolnośląskiego. W latach 2018–2020 dolnośląski samorząd przejął od PKP 12 odcinków o łącznej długości ponad 136 km.

### Transport lotniczy

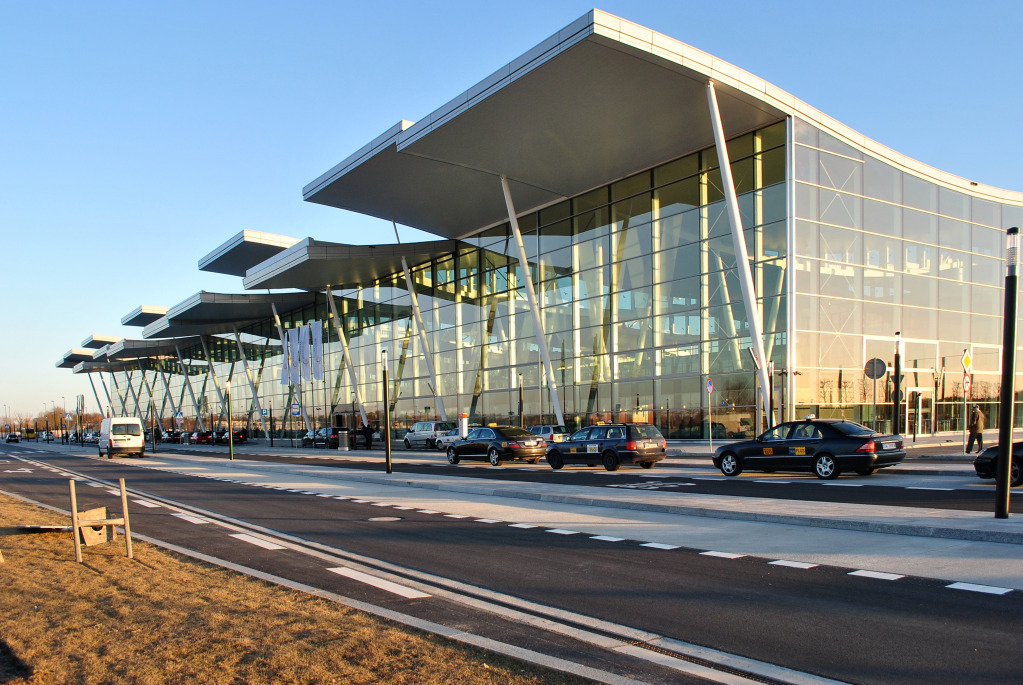
Główny terminal wrocławskiego lotniska

Lotniskiem obsługującym Dolny Śląsk na trasach krajowych i zagranicznych jest znajdujący się około 10 km od centrum Wrocławia Port lotniczy Wrocław-Strachowice. Jest to piąte pod względem ruchu pasażerskiego lotnisko w Polsce. Lotnisko składa się z trzech terminali, obsługujących ruch pasażerski i cargo.

## Turystyka
Na Dolnym Śląsku znajdują się obiekty z listy UNESCO: Hala Stulecia we Wrocławiu, Kościoły Pokoju w Świdnicy i Jaworze.
Zwiedzać można teren byłego niemieckiego obozu jenieckiego Stalag Luft III w okolicy Żagania, o ucieczce z którego nakręcono filmy „Drewniany koń” (The Wooden Horse) i „Wielka ucieczka”. Na terenie Dolnego Śląska usytuowany był również obóz koncentracyjny Groß-Rosen w okolicy Strzegomia, obecnie funkcjonujący jako muzeum.
Na Dolnym Śląsku znajduje się najwięcej w Polsce pałaców i zamków – łącznie kilkaset. Są to m.in. dawne rezydencje książęce Piastów, Jagiellonów, Podiebradów, Sobieskich, Wirtembergów, rodów szlacheckich, przedsiębiorców, kupców.

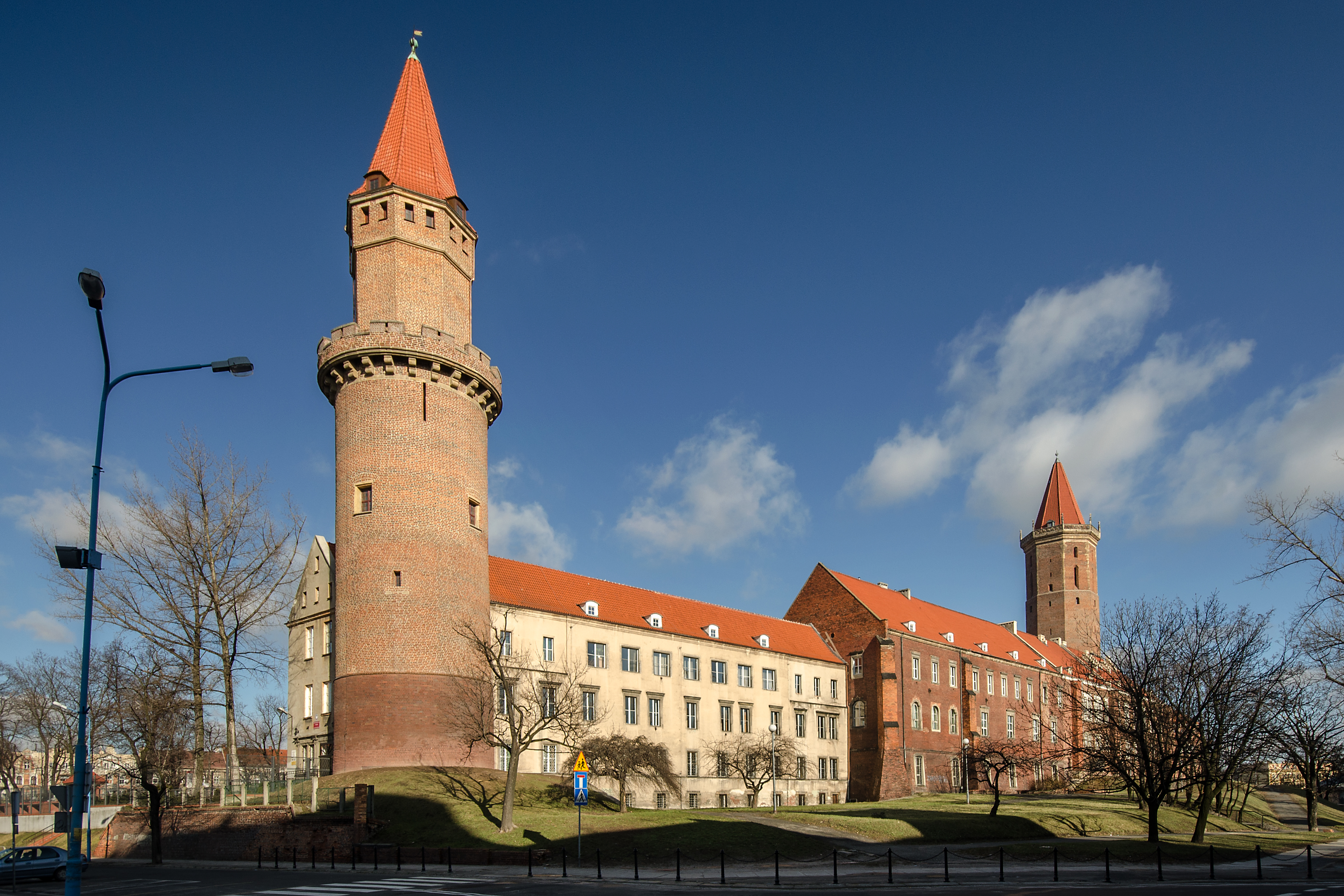
Zamek Piastowski w Legnicy
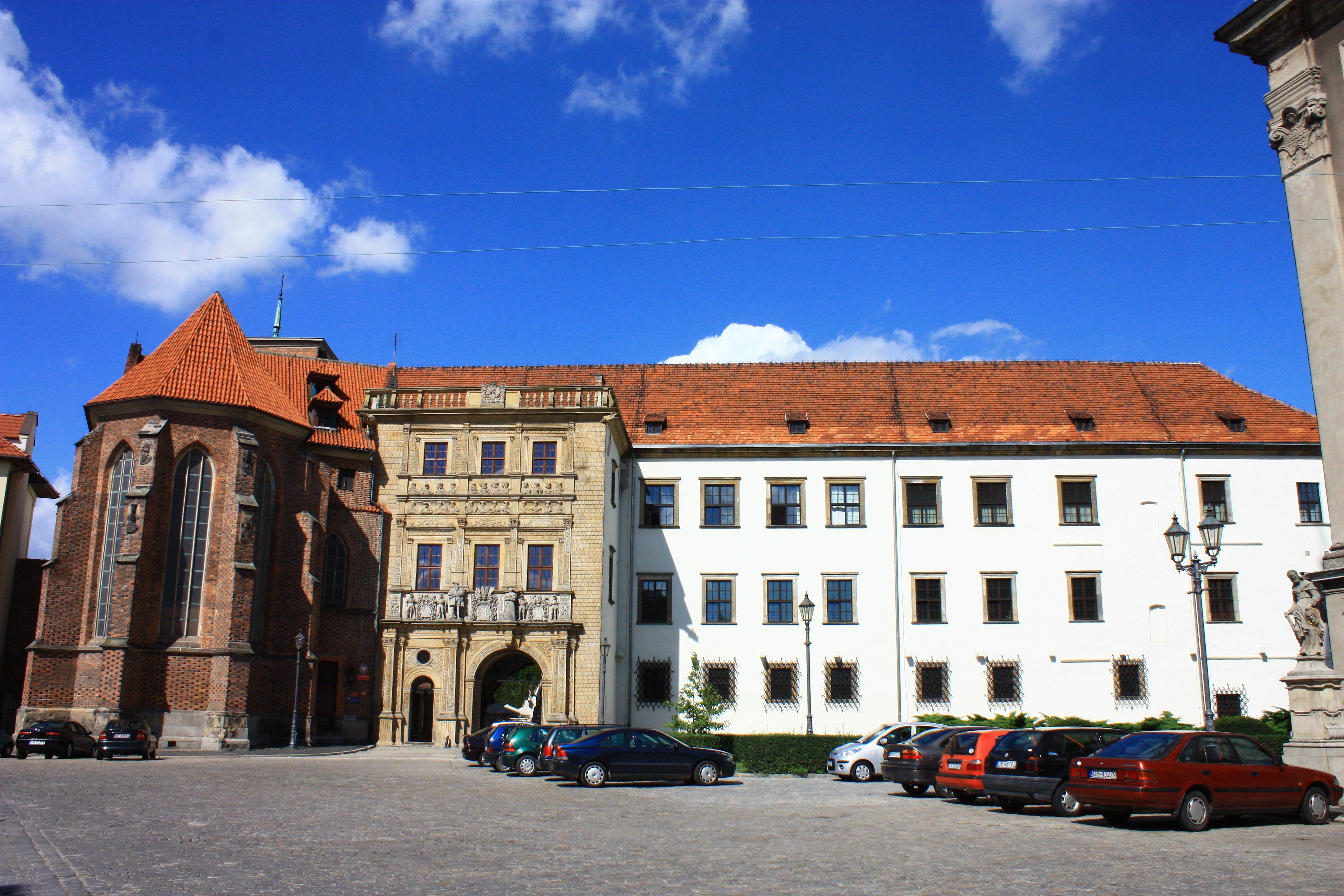
Zamek Piastów Śląskich w Brzegu
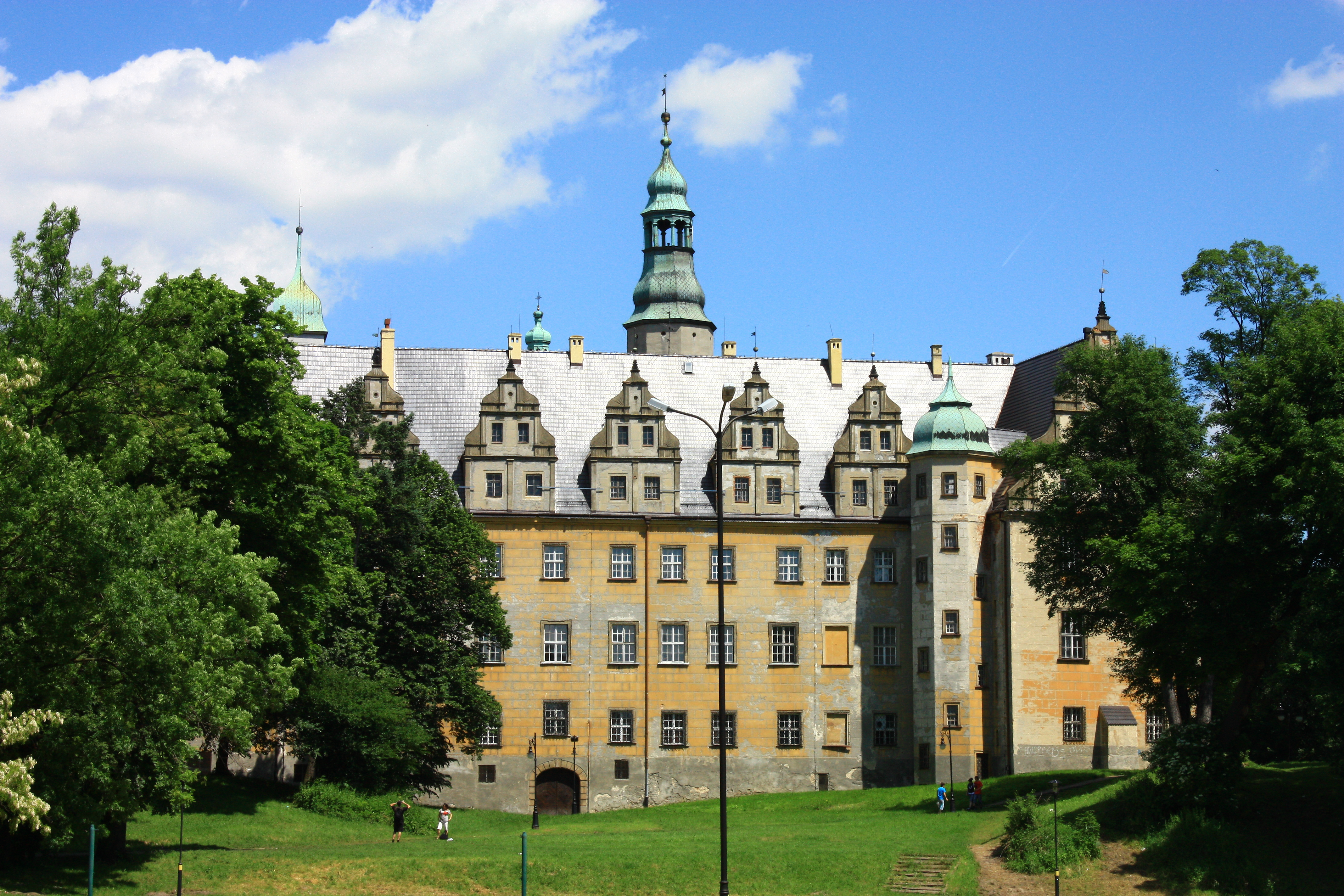
Zamek Książąt Oleśnickich
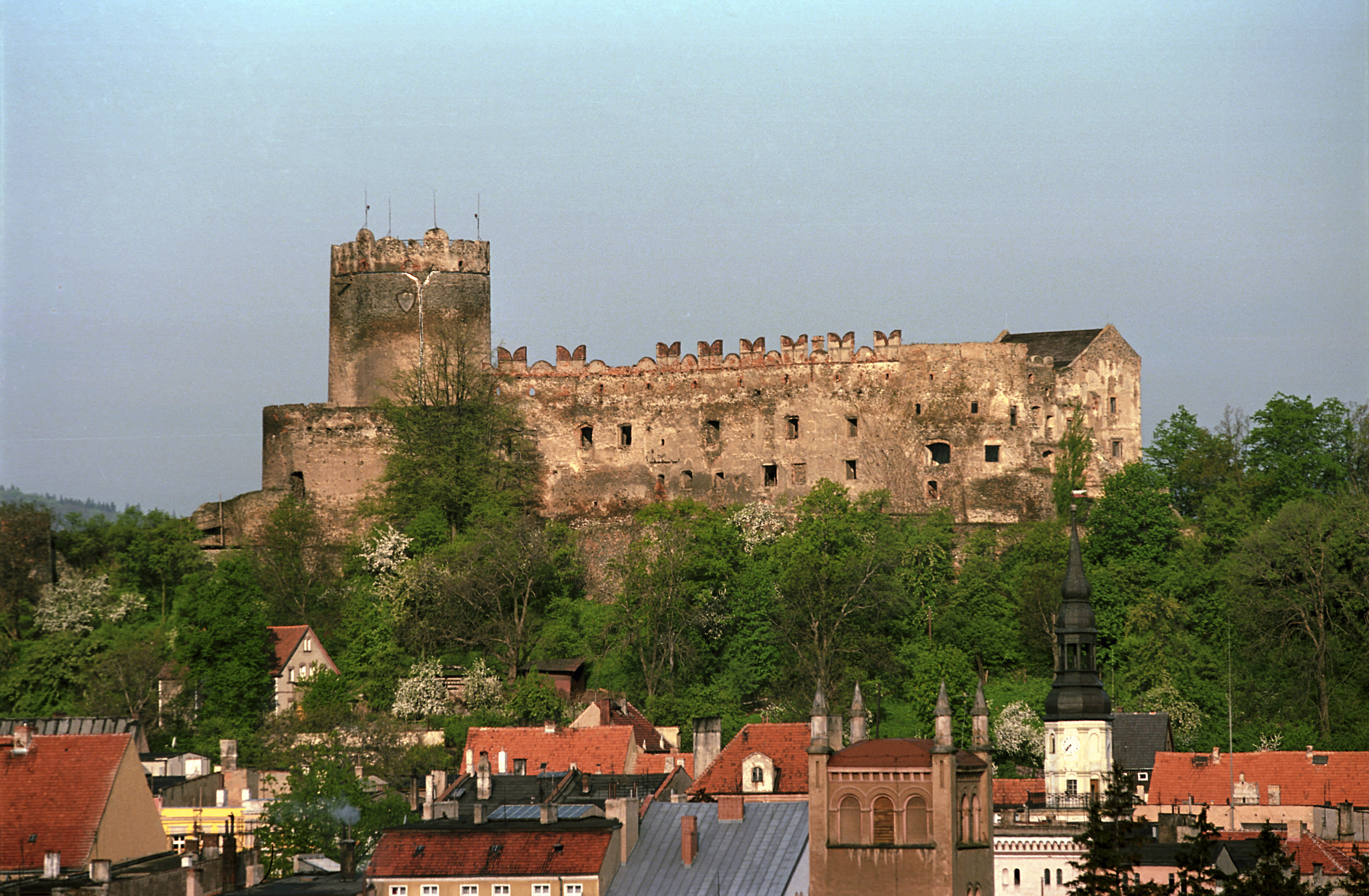
Zamek w Bolkowie
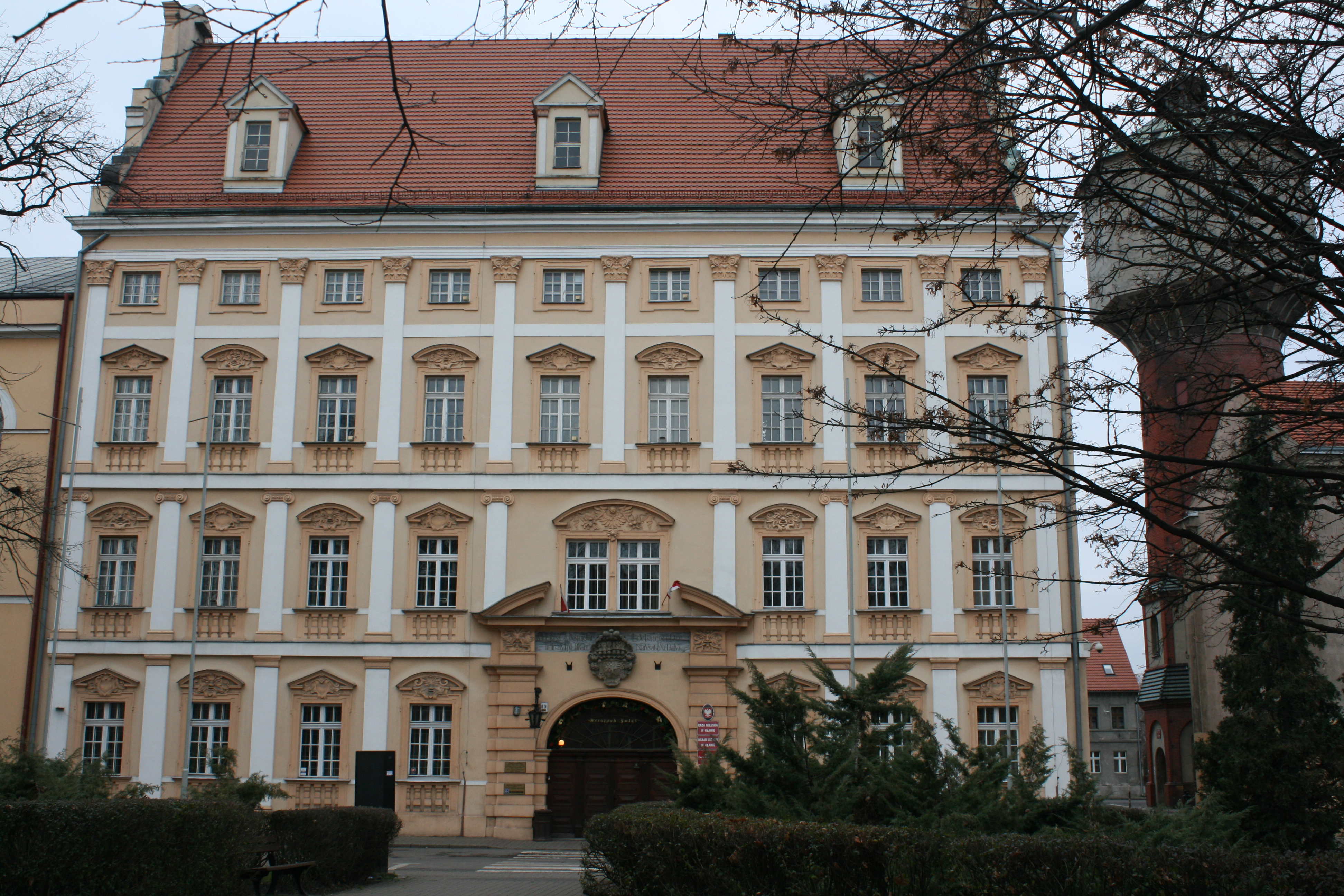
Zamek Piastów i Sobieskich w Oławie
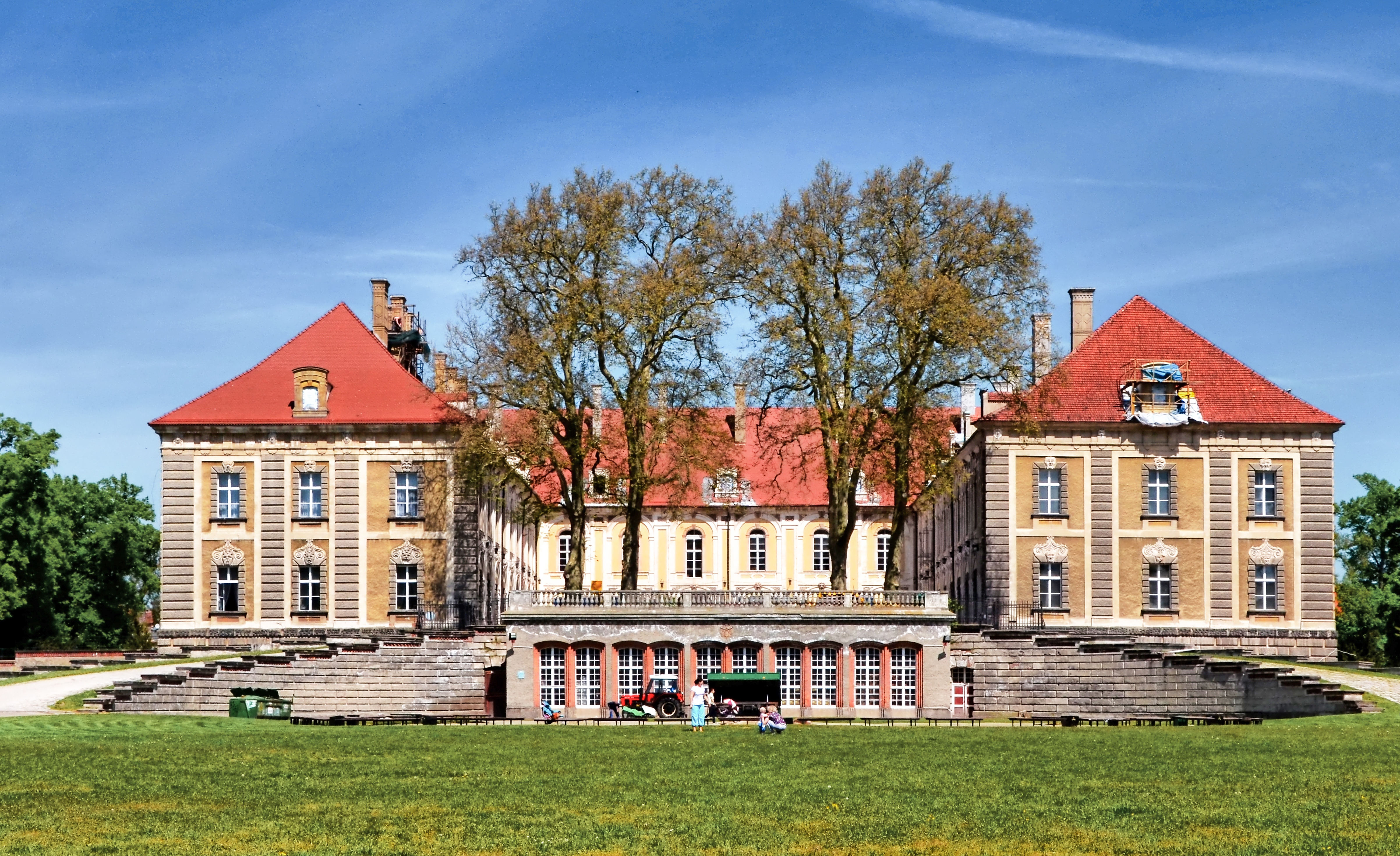
Pałac w Żaganiu
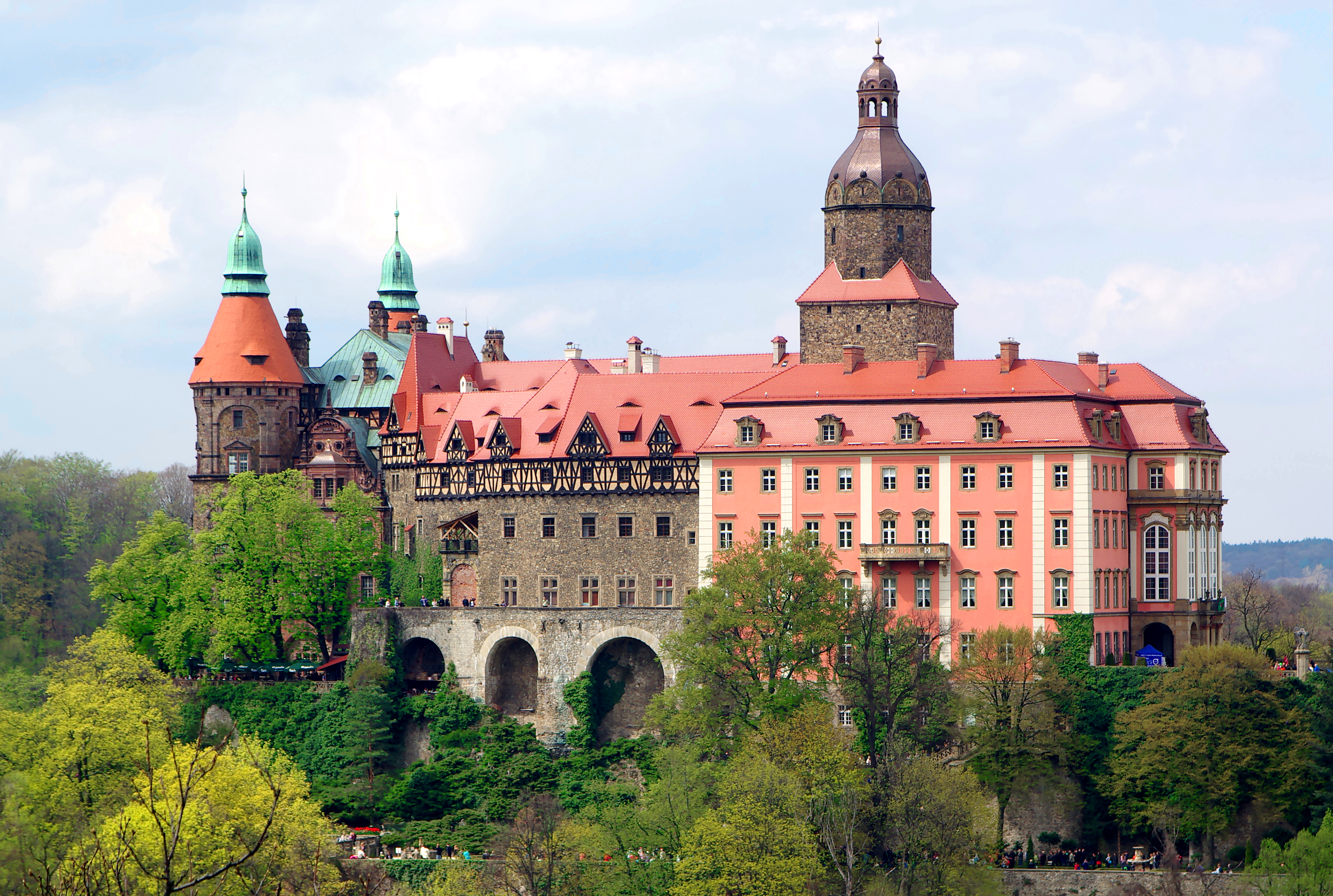
Zamek Książ w Wałbrzychu
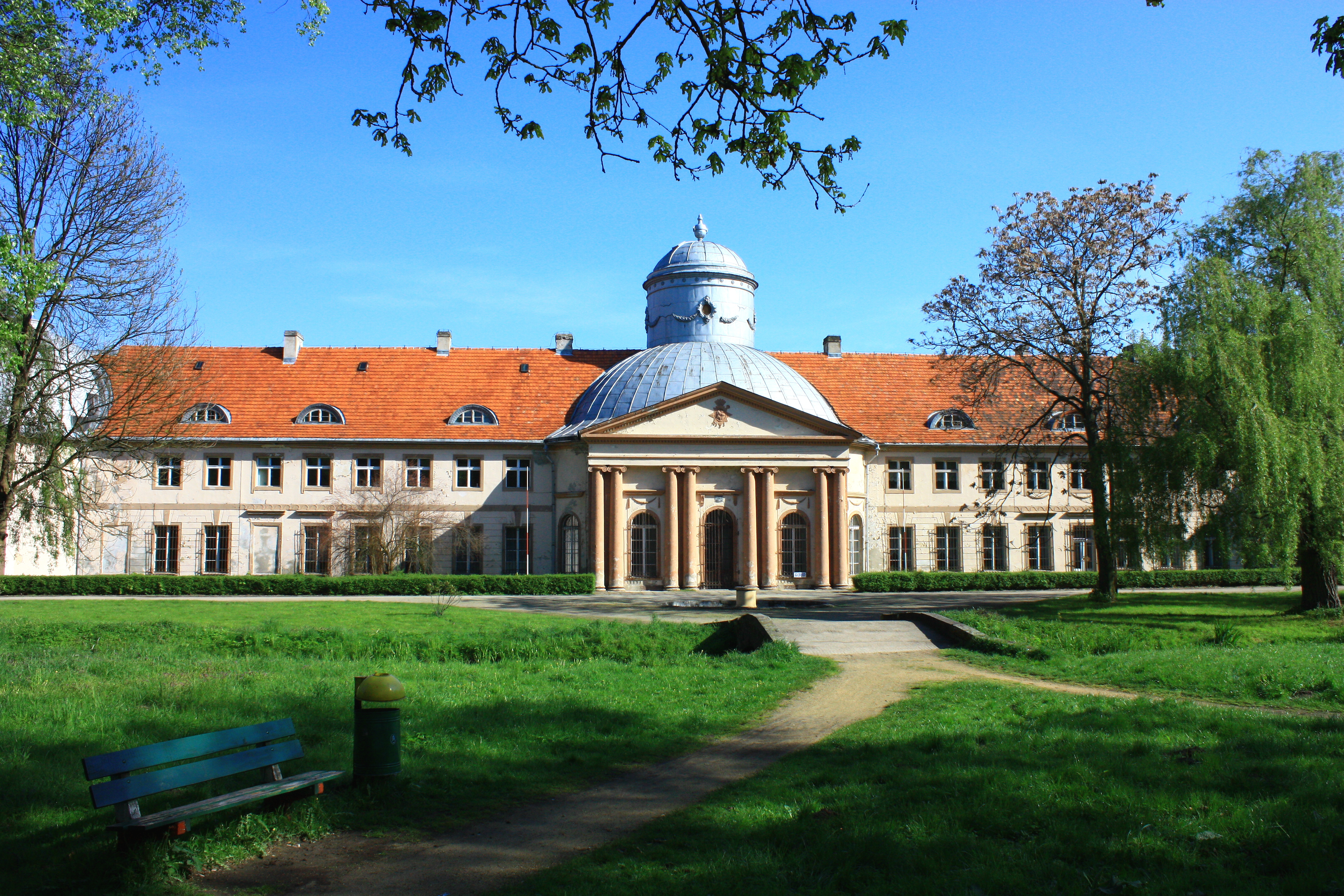
Pałac w Miliczu
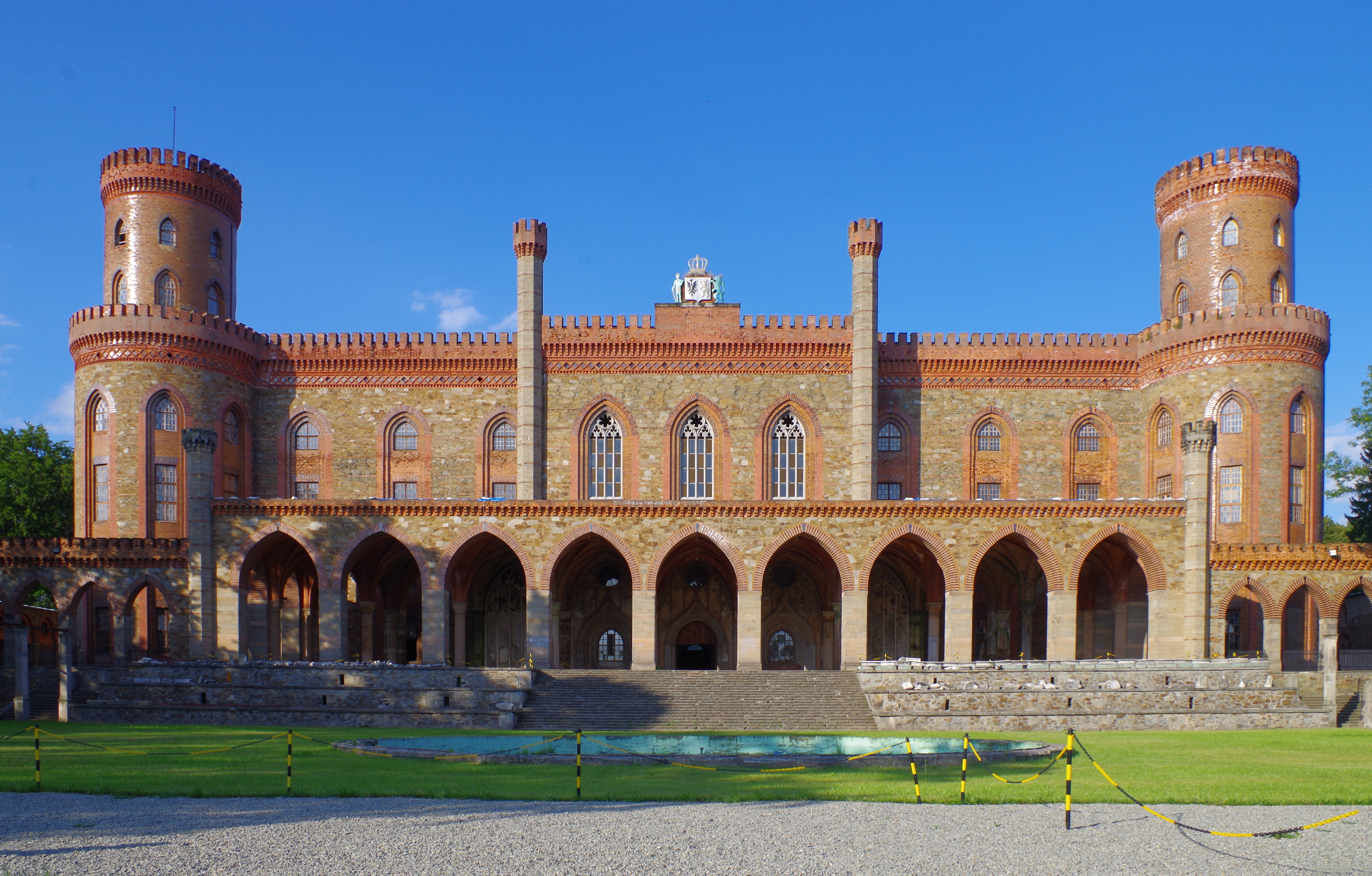
Pałac w Kamieńcu Ząbkowickim

Na Dolnym Śląsku znajdują się miejsca pochówku władców Polski i żon władców Polski – we Wrocławiu, Trzebnicy i Legnicy.

### Turystyka piesza

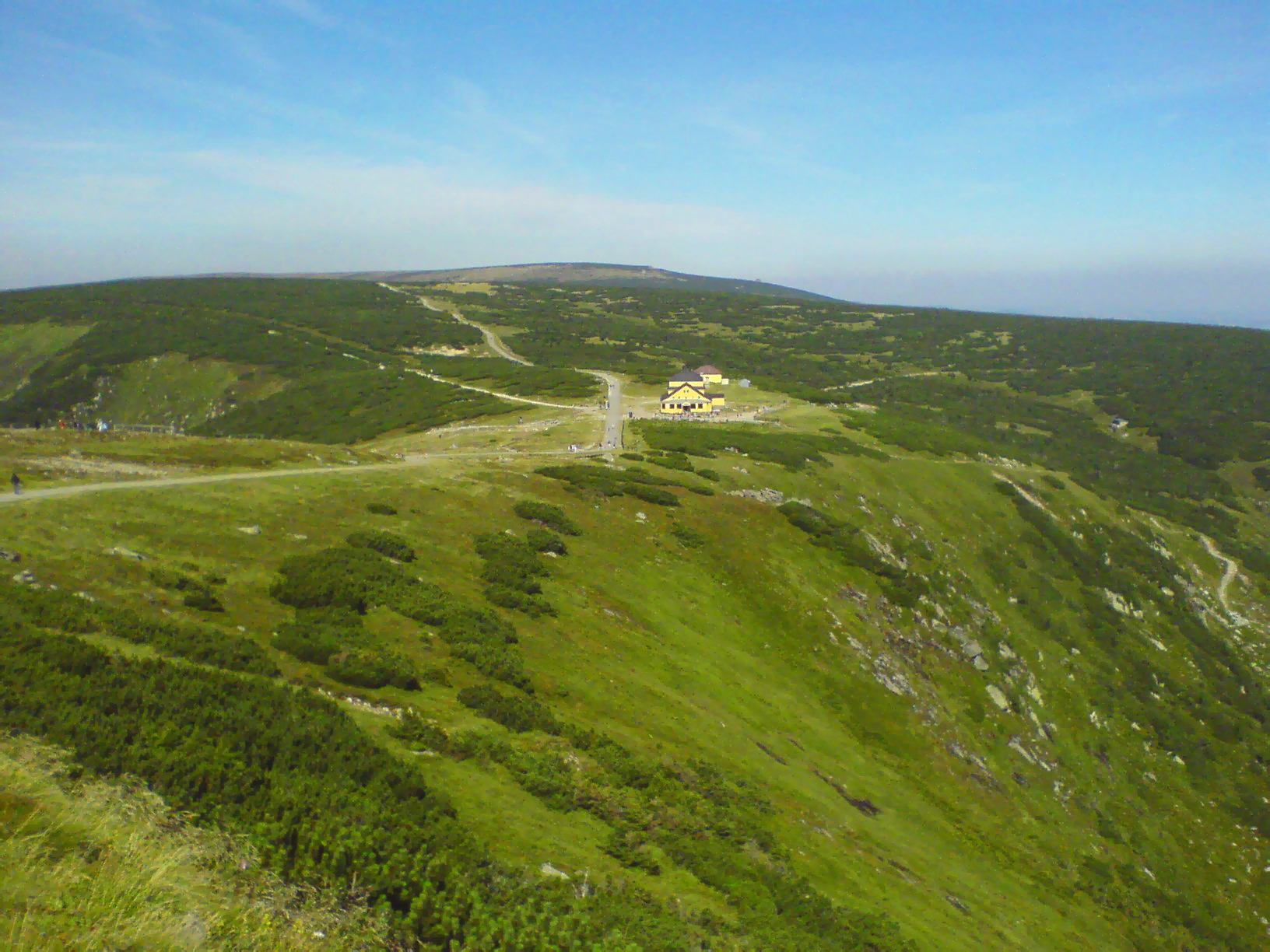
Równia pod Śnieżką na Drodze Przyjaźni Polsko-Czeskiej

Na Dolnym Śląsku istnieje silnie rozwinięta sieć pieszych szlaków turystycznych, zarówno górskich, pokrywających głównie Sudety i Przedgórze Sudeckie, jak i nizinnych, zarówno na północ jak i na południe od Wrocławia. Przez całe polskie Sudety przebiega  Główny Szlak Sudecki im. Mieczysława Orłowicza o długości 440 km. Jego część stanowi przebiegająca szczytowymi partiami Karkonoszy Droga Przyjaźni Polsko-Czeskiej o długości ponad 30 km, aktywowana w roku 1961 po podpisaniu z Czechosłowacją konwencji turystycznej. Z pieszych szlaków ważny jest liczący 180 km  Szlak dookoła Wrocławia im. doktora Bronisława Turonia, odpowiedni zarówno dla turystów pieszych jak i rowerowych. Na północ Wrocławia przebiega  pieszy szlak ze Ścinawy przez Wzgórza Trzebnickie i Nizinę Śląską do Biskupic Oławskich. W okolicach Masywu Ślęży i Wzgórz Strzelińskich istnieją szlaki mieszane – górsko-nizinne.

### Uzdrowiska i turystyka zdrowotna

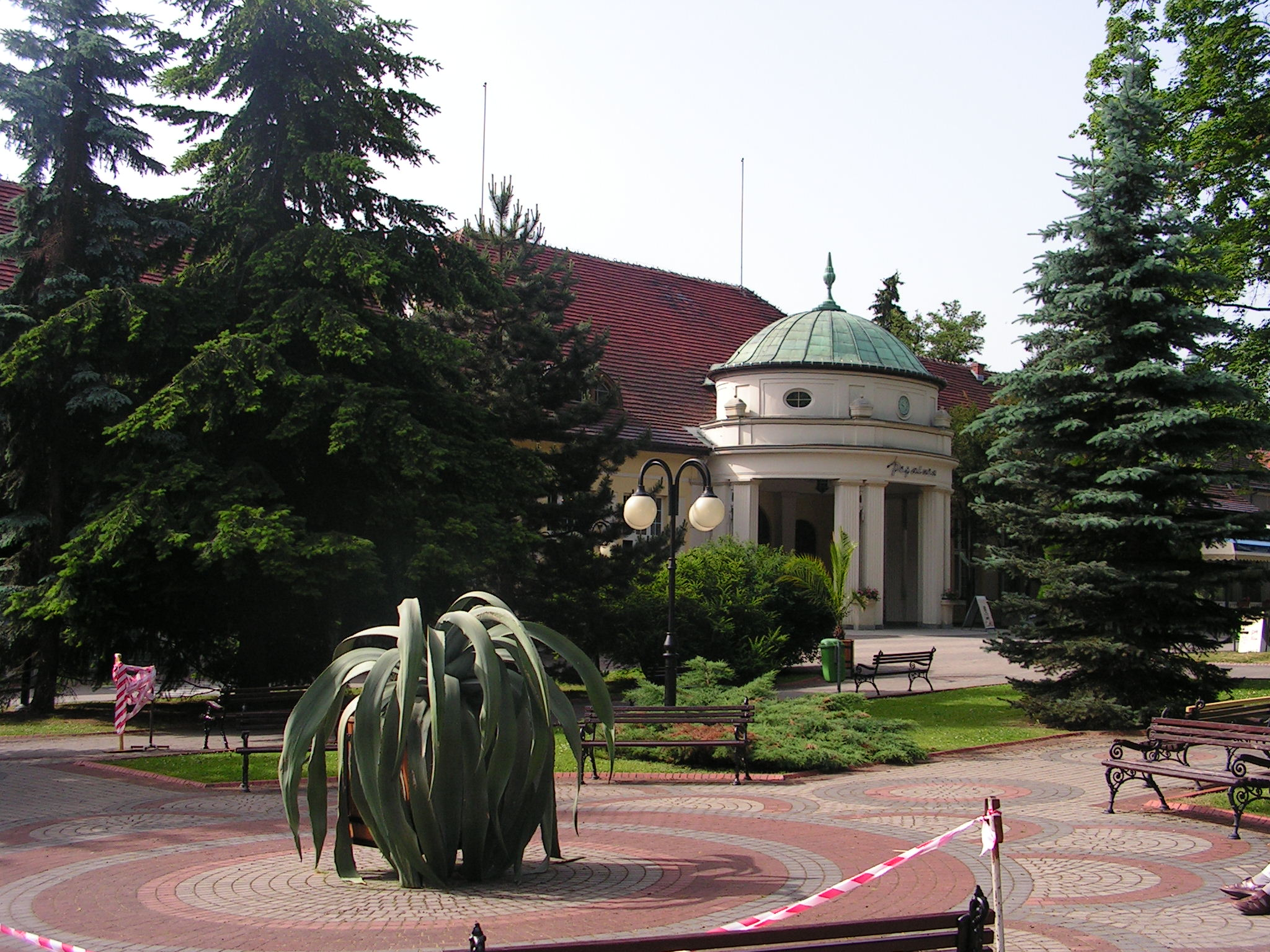
Park zdrojowy w Polanicy-Zdroju

Na Dolnym Śląsku, zwłaszcza w Sudetach znajduje się wiele uzdrowisk o znaczeniu zarówno ogólnopolskim jak i międzynarodowym. W Świeradowie-Zdrój leczone są choroby reumatyczne, również przez zastosowanie wód radonowych. Cztery ważne uzdrowiska znajdują się na terenie Ziemi Kłodzkiej. Wody mineralne typu żelazowego i wapniowego znajdują się w Kudowie-Zdrój, służąc leczeniu pacjentów po operacjach serca i z innymi chorobami serca nadciśnienie tętnicze. Dla odmiany w Dusznikach-Zdroju leczone są choroby układu pokarmowego, oddechowego, takie jak rozedma płuc, a występują tam szczawy żelaziste i wodorowęglanowe, wapniowe, sodowe i magnezowe. W Polanicy-Zdroju  za pomocą m.in. szczaw wodorowęglanowo-wapiennych leczone są choroby układu trawiennego, naczyń krwionośnych i niedokrwistość. W Lądku-Zdrój występują wody fluorkowe, siarczkowe i radoczynne, służące do leczenia chorób układu nerwowego, pourazowych i układu kostnego. Większość uzdrowisk posiada i pielęgnuje parki zdrojowe, najczęściej w okolicy pijalni wód, np. Park Zdrojowy w Dusznikach-Zdroju, Park Zdrojowy w Polanicy-Zdroju.

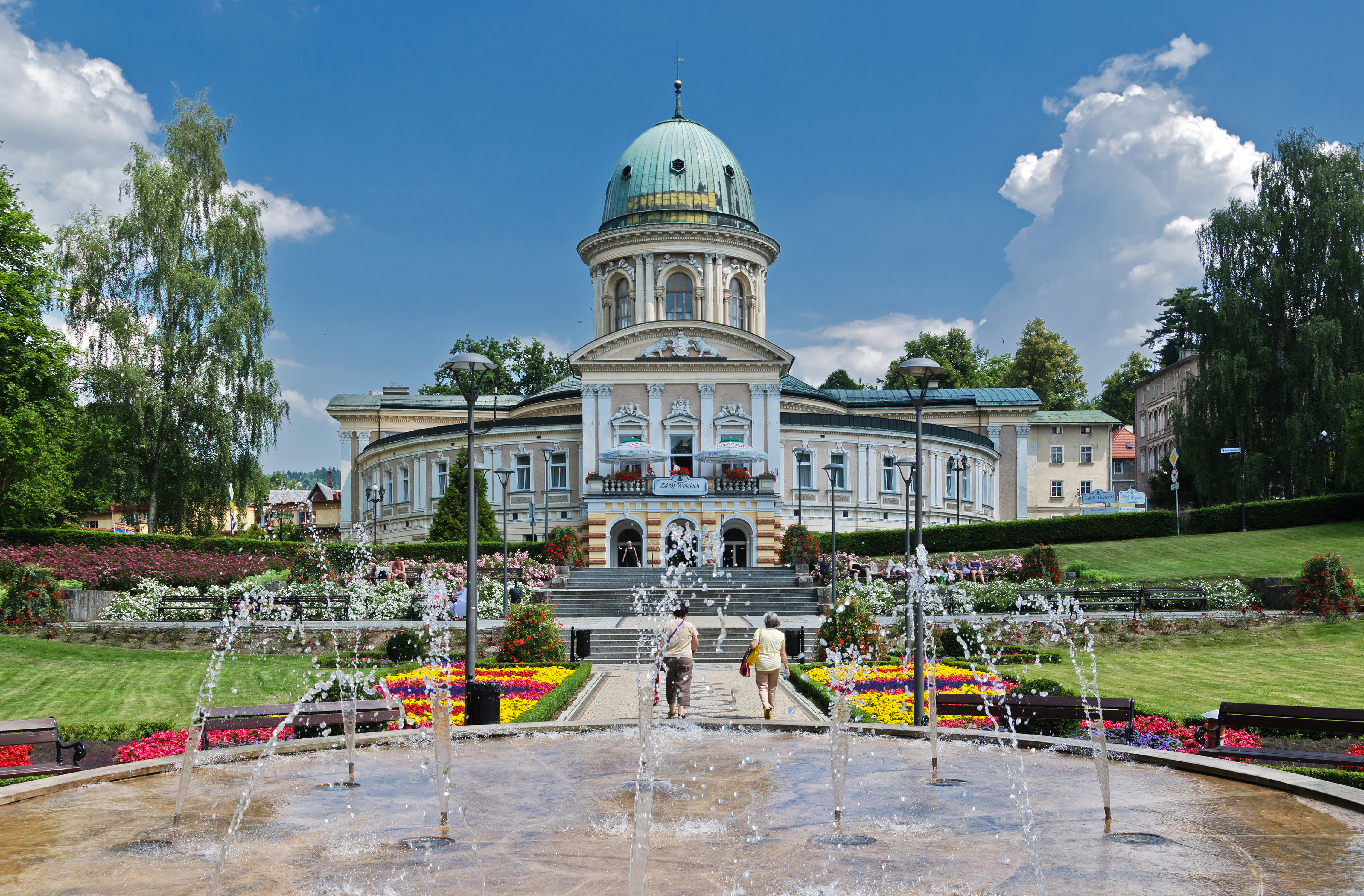
Zakład przyrodoleczniczy „Wojciech” w Lądku-Zdroju z 1678

Inne uzdrowiska dolnośląskie to:
- Trzebnica[50]
- Czerniawa-Zdrój[51]
- Cieplice Śląskie-Zdrój[52]
- Szczawno-Zdrój[53]
- Jedlina-Zdrój[54]
- Kowary[55]
- Długopole-Zdrój[56]

## Wspólnoty religijne

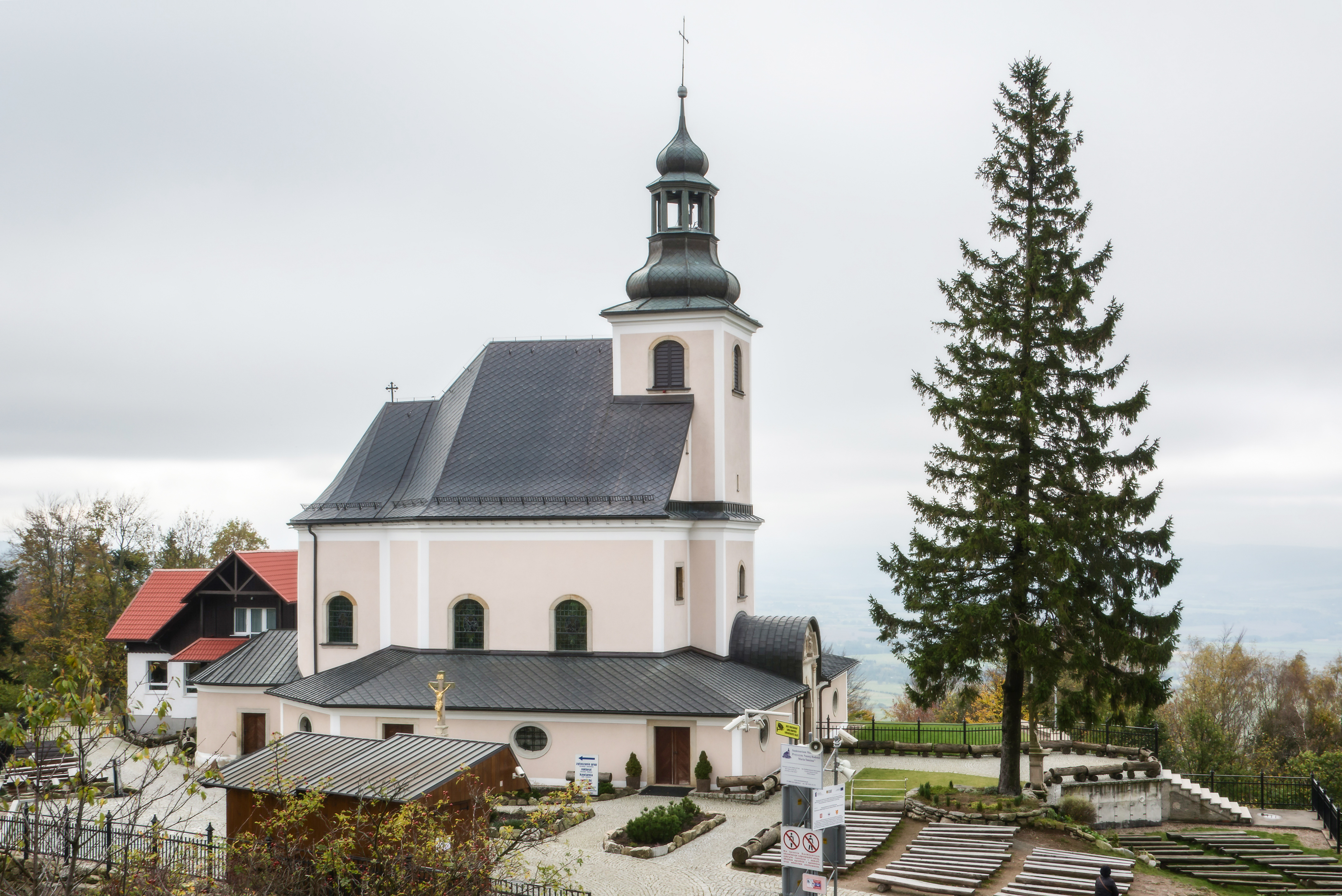
Sanktuarium Maria Śnieżna na Iglicznej

Na Dolnym Śląsku poza Wrocławiem duże znaczenie dla wyznawców katolicyzmu ma będąca celem licznych pielgrzymek Sanktuarium Wambierzyckiej Królowej Rodzin. Innym ważnym miejscem pielgrzymek jest Bazylika Nawiedzenia Najświętszej Maryi Panny w Bardzie i Droga Krzyżowa. Miejscem pielgrzymek i kontemplacji jest Bazylika i sanktuarium św. Jadwigi w Trzebnicy. W Międzygórzu znajduje się Sanktuarium Matki Bożej Przyczyny Naszej Radości „Maria Śnieżna” na Górze Iglicznej.